# ペリリューの戦い
ペリリューの戦い（ペリリューのたたかい、英: Battle of Peleliu）は、太平洋戦争中の1944年（昭和19年）9月15日から11月27日にかけペリリュー島（現在のパラオ共和国）で行われた、日本軍守備隊とアメリカ軍の陸上戦闘である。アメリカ側の作戦名はステールメイトII作戦（Operation Stalemate II）。
アメリカ軍の当初の計画では島を4日で攻略する予定であったが、最終的に2ヶ月半を要することとなり、アメリカ軍の作戦計画を大きく狂わせることとなった。
要塞化した洞窟陣地などを利用した日本軍の組織的なゲリラ戦法はアメリカ軍を苦しめ、後の硫黄島の戦いへと引き継がれていくことになる。

## 背景

### 日本側の事情

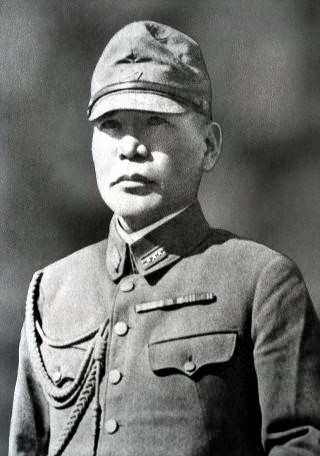
歩兵第2連隊連隊長中川州男大佐

パラオは第一次世界大戦後に国際連盟による日本の委任統治領となり、1922年南洋庁がコロール島に設置されて内南洋の行政の中心となっていた。
日本人はパラオに米食の習慣を定着させ、なすやきゅうりなど野菜やサトウキビ、パイナップルなどの農業を持ち込み、マグロの缶詰やカツオ節などの工場を作って雇用を創出した。道路を舗装し、島々を結ぶ橋をかけ、電気を通し、電話を引いた。南洋興発などの企業が進出し、水産業、リン鉱石採掘業と小規模なパイナップル農業が企業化されていて、1943年にはパラオ在住者は33,000人おり、その内の7割は日本本土、沖縄、日本が統治する朝鮮や台湾などから移り住んできた人達であった。
国際連盟規約に基づく委任統治領の軍備制限により、パラオへ要塞など軍事的な根拠地を構築することは禁止されて、パラオ本島（バベルダオブ島）に民生用として小規模な飛行場があるだけだったが、日本の国際連盟脱退後はパラオは重要な軍事拠点のひとつとして整備が進められた。1937年にパラオ本島飛行場の拡張とペリリュー島に飛行場の新規建設が開始され、1941年太平洋戦争開戦時のペリリュー島には1200m滑走路2本が交差して上空からは誘導路含め 4 の字に見える飛行場が完成していた。
そしてペリリュー島の300m北隣のカドブス島にも滑走路1本が造られ、両島の間には長い桟橋が伸びていて橋として渡ることができた（戦闘の破壊から免れたコンクリート製橋脚の一部が2010年現在でも遺されている）。1943年9月30日絶対国防圏の設定、10月11日付「作戦航空基地ニ関スル陸海軍中央協定」により、防衛体制の整備が進められていった。
内南洋での日本海軍根拠地に対してアメリカ機動部隊は、1944年2月17日にトラックを、同年3月30日にはパラオを空襲し、その機能を喪失させた。トラックが空襲を受ける1週間前に連合艦隊主力はパラオへ向け移動していたため無事だったが、パラオも空襲されたことで、3月31日古賀峯一連合艦隊司令長官は連合艦隊司令部をミンダナオ島ダバオへ移そうとして海軍乙事件が起きてしまう。
中部太平洋のアメリカ軍侵攻ルートを地図上にたどれば、タラワ、マーシャル、トラックとほぼ一直線に並んでおり、その先にはパラオがあった。大本営はその状況から、アメリカ軍はパラオ経由でフィリピンに向かうものと判断し、西カロリン、西部ニューギニア、フィリピン南部を結んだ三角地帯の防備を強化して、アメリカ軍へ反撃を加える構想を練り上げた。
それまで大艦巨砲主義に基づく決戦論者である古賀司令長官の連合艦隊では新Z号作戦を策定しており、マリアナ諸島〜西カロリン〜西部ニューギニアに邀撃帯を設けて、ニミッツ軍とマッカーサー軍の二方面で進攻してくるアメリカ軍を迎え撃とうとしていた。しかし海軍乙事件での連合艦隊司令部壊滅により、二方向の予想アメリカ軍進攻ルートは合流してフィリピンに向かうものという一方的な想定と、帯よりも三角地帯で迎撃する方が艦隊決戦を行うには都合が良いという主観的判断で、作戦構想が見直されて軍令部が中心となって「あ号」作戦として決戦構想がつくられた。その三角地帯の内側にパラオはあり、グアムやサイパンの後方支援基地としても、パラオは当時の日本軍にとって戦略的価値が急浮上していた。

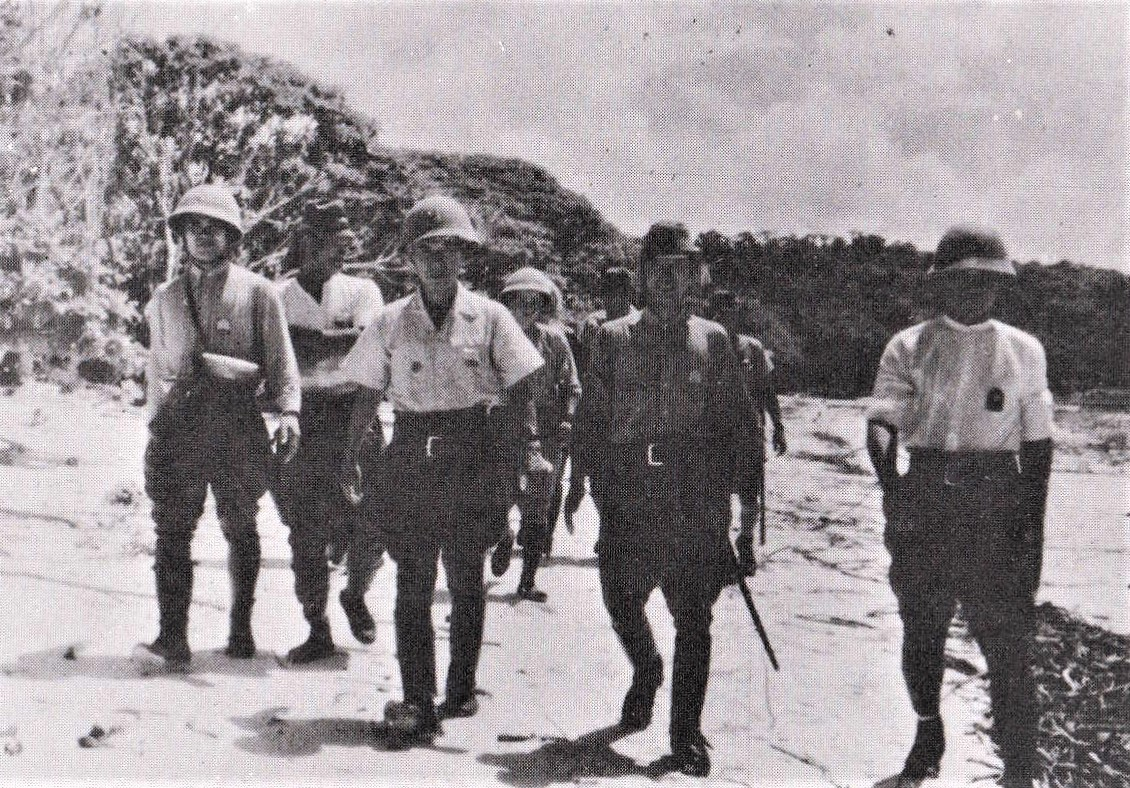
ペリリュー島西岸を視察中の歩兵第15連隊本部、同連隊の1部の部隊がペリリュー島の守備についている

日本陸軍は絶対国防圏を守るため、中部太平洋方面防衛の第31軍の作戦地域にパラオを含め、関東軍最強と呼ばれてマリアナ諸島への配備を予定していた第14師団（照兵団）を1944年4月に東松5号船団によってパラオへ派遣した。
第14師団麾下の水戸歩兵第2連隊が中核となってペリリュー島の守備に当たらせ、パラオ本島とマラカル島には状況に応じて機動的に運用できる予備兵力として高崎歩兵第15連隊を基幹とした兵力を配置した。彼らは大本営よりアメリカ軍の戦法についての情報伝達を受け、水際の環礁内の浅瀬に乱杭を打ち、上陸用舟艇の通路となりそうな水際には敵が上陸する寸前に敷設できるよう機雷を配備するとともに兵士を訓練し、またサンゴ礁で出来たコンクリート並に硬い地質に存在する500以上におよぶといわれる洞窟には縦横に坑道を掘り要塞化するなど、持久戦に備えた強固な陣地を築きアメリカ軍の上陸に備えた。アメリカ軍がマリアナへ侵攻すると、ペリリューには更に第14師団戦車隊ならび歩兵第15連隊の1個大隊（第3大隊）が増援された。
ペリリューの戦いにおける日本軍の戦闘方針は、情報参謀堀栄三が作成した『敵軍戦法早わかり』の内容を元に計画されたものであるという（昭和19年3月、第14師団に対し大連にて、米軍の戦法その他について堀から直接説明の場が設けられた。中川州男大佐はこの場で熱心にメモを取り、時にはみずから質問していたという）。また、大本営はサイパン島から報告された戦訓を元に、1944年7月20日に戦訓特報第28号を発行し全軍に通知したが、ペリリュー島の陣地構築にはこの通知も参考にされている。
- 砲爆撃対策と対戦車戦闘は対米戦の運命を決する二大項目である
- 戦車には砲撃と肉弾戦が有利
- 縦深陣地は絶対に必要、複郭陣地も準備必要
- 熾烈な砲爆撃特に艦砲射撃に対し、築城により兵力・資材をなるべく貯存して、敵に近迫して白兵戦に持ち込む訓練を行う
- 砲爆撃により、幹部の死傷者が増え指揮組織が崩壊した時に対する事前対策、特に中隊長級指揮官の統率力の強化
- 戦況が切迫してきた際は直接戦闘に関係ない土木作業(飛行場設営など)に無用な人力はかけず、陣地構築に集中する。

日本海軍も、西カロリンにアメリカ機動部隊が1944年5月末から6月中旬ごろに進攻してくると予想して、これに決戦を挑み撃破して戦局の転換を図るとした「あ号」作戦を5月20日に発令、新設の第一機動艦隊（空母9隻、搭載機数約440機）と基地航空隊の第一航空艦隊（約650機）を軸に決戦の必勝を期し、ペリリュー島飛行場にも第61航空戦隊の、零式艦上戦闘機（第263海軍航空隊と第343海軍航空隊）、月光（第321海軍航空隊）、彗星（第121海軍航空隊と第523海軍航空隊）、一式陸上攻撃機（第761海軍航空隊）が分遣された。
日本側の予想に沿うように5月27日、西部ニューギニア沖合のビアク島にアメリカ軍が上陸したので、日本軍は渾作戦を発動し海軍第一航空艦隊の大部分をビアク島周辺へ移動、合わせて大和、武蔵の戦艦部隊を送ってアメリカ上陸支援艦隊を撃退しようとした。
ところが大本営の予想は外れて、ビアク島の戦いが続いているにも拘らずアメリカ軍は、6月11日マリアナへ来襲、6月15日サイパン島に上陸してきた。ビアク島救援どころではなくなった日本海軍は、ビアク島空域の作戦をしていた第一航空艦隊をマリアナに呼び戻してアメリカ軍を迎撃させると共に、想定とは違う戦場となるマリアナへ向けて第一機動艦隊を出撃させ、ビアク島到達前に渾作戦が中止となった戦艦部隊も途中で合流させてマリアナ沖海戦に挑んだが大敗、三角地帯で米軍に反撃を加えるという作戦構想は崩壊してしまった。航空反撃を行おうにも、ラバウルから基地航空隊は既に引き揚げられ、トラックとパラオの航空戦力は壊滅していたため、この時点ではパラオ防衛の戦略的価値は、単にアメリカ軍のフィリピン侵攻の足がかりに利用されるのを防ぐという意味しかなくなってしまっていた。

### アメリカ側の事情
太平洋方面のアメリカ軍首脳部は、マリアナ攻略戦の最中に今後の進撃ルートの再検討を始めた。アメリカ海軍チェスター・ニミッツ提督は「マリアナの後、フィリピン、台湾を目指し、台湾を拠点として海上封鎖とアメリカ陸軍航空軍による戦略爆撃で日本を降伏に追い込む」のを目指していた。アメリカ陸軍ダグラス・マッカーサー大将は「ニューギニア西方に位置するモルッカ諸島のモロタイ島からフィリピンのミンダナオ島、レイテ島を経由して、日本本土侵攻」をも視野に入れていた。
するとアーネスト・キング海軍作戦部長が「南方資源地帯と日本本土の間のシーレーンを遮断するため、フィリピンは迂回して台湾に上陸、中国大陸沿岸部の到達を目指すべきで、最終的に日本本土を攻略」と主張し出して混乱し、そこへサイパンの戦いで上陸部隊を統率しているアメリカ海兵隊ホーランド・スミス中将が米陸軍第27歩兵師団 (アメリカ軍)長ラルフ・スミス陸軍少将を「攻撃精神と指導力の不足」を理由に解任したことで「スミスVSスミス」と呼ばれる大問題となり、陸海軍の混乱は収拾がつかなくなった。
結局フランクリン・ルーズベルト大統領の指示によりアメリカ統合参謀本部がフィリピン侵攻に至る作戦計画を作成して、混乱は収拾された。
計画では「1944年9月15日マッカーサーの陸軍主体の連合国南西太平洋方面軍が担当するモロタイ島攻略実施。海軍主体の連合国中部太平洋方面軍が担当して同日パラオのペリリュー島とアンガウル島、10月5日ウルシー環礁の攻略実施。11月15日ミンダナオ島へ、12月20日レイテ島へ上陸」という予定で、9月11日の第2回ケベック会談でイギリスのウィンストン・チャーチル首相に対して発表された。（この際の戦略決定の経緯についてはフィリピンの戦い (1944-1945年)#アメリカを参照。）
パラオ侵攻についてウィリアム・ハルゼー中将（当時）は「ペリリュー攻略はタラワの戦いのように多大な損害を強いられるだろうし、アメリカ機動部隊の空襲でパラオの日本軍飛行場と航空戦力はもはや脅威ではないからパラオは迂回すべきである」と正確に情勢判断しており、艦隊泊地として利用価値のあるウルシー攻略を優先するようニミッツへ意見具申していたのだが、ニミッツはマッカーサーの陸軍と張り合う立場上から「ミンダナオ島から800kmしか離れていないパラオから日本軍が、アメリカ軍のフィリピン攻略部隊へ航空攻撃を仕掛けてくる懸念がある。」「フィリピン進行への航空作戦の拠点ともなる前進基地を確保する。」という理由づけで、パラオ攻略作戦を計画して実行に移すこととなった。
パラオ侵攻計画は海軍の肩を持つルーズベルトの指示で練られ、イギリスなど同盟国にも説明済で準備も進められていたため、それを覆すことにもなるハルゼーの意見が到底受け入れられる筈も無かったのである。
ペリリュー島の上陸部隊は、ガダルカナル島の戦いによりアメリカ軍最強とうたわれ、ニューブリテン島西部でのグロスター岬の戦いも経験し、日本軍相手に敵前上陸とそれに続く激しい攻防戦での戦訓を得ていて、強大化され士気も旺盛な第1海兵師団が担当することとなった。その師団長ウィリアム・リュパータス海兵少将は、ガダルカナル戦当時は准将で同師団の副師団長としてツラギ上陸部隊を指揮し、その後のニューブリテン島では師団長として戦闘を経験していた。
1944年9月6日からアメリカ軍は艦載機による侵攻前の予備爆撃を始めて日本軍の防御力を削ごうとしたが、堅固な防御陣地と対空砲火に阻まれ効果的とは言い難かった。また特殊工作員が上陸し、日本軍陣地の配置を探ったり、機雷の無力化を行ったという。

## 戦力比較

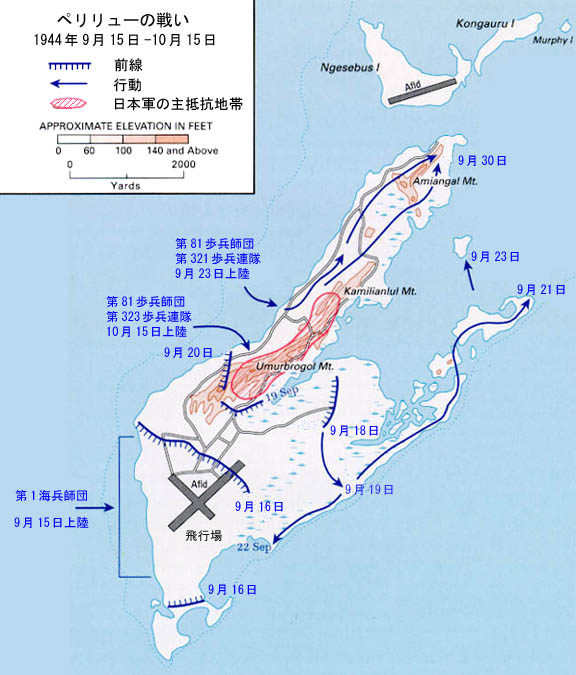
日本軍の陣地と米軍の侵攻図

### 日本軍
- 陸軍
  - 総員 約10,500名

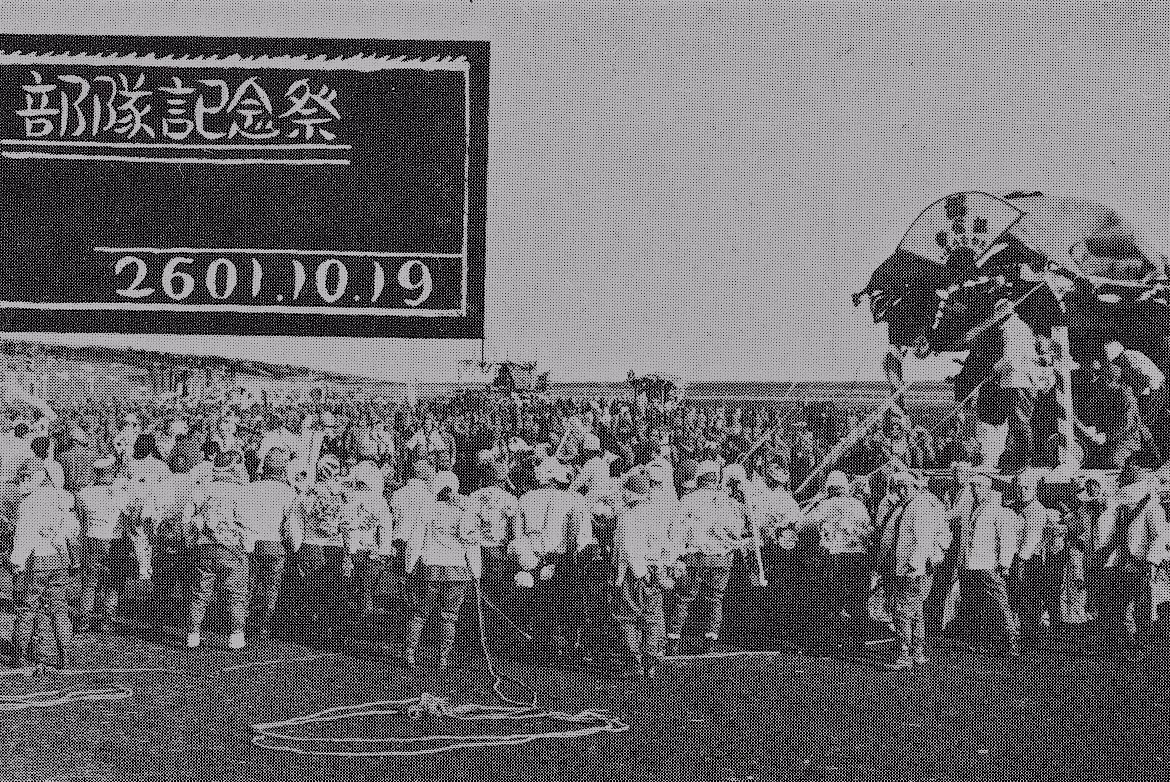
太平洋戦争開戦直前の歩兵第2連隊の部隊記念祭（北部満州）

  - 第14師団歩兵第2連隊（連隊長：中川州男 大佐）
    - 第14師団派遣参謀：村井權治郎少将

  - ペリリュー地区隊本部
    - ペリリュー地区隊直轄部隊
      - 歩兵第2連隊 第1大隊：市岡秀衡大尉
      - 歩兵第2連隊 第3大隊：原田良男大尉
      - 歩兵第15連隊 第2大隊：飯田義栄少佐（増援として9月22日から24日にかけパラオ本島からペリリュー島へ逆上陸）
      - 第14師団戦車隊：天野国臣大尉
      - 歩兵第2連隊 砲兵大隊：小林与平少佐
      - 歩兵第2連隊 工兵中隊：五十畑貞重大尉
      - 歩兵第2連隊 通信中隊：岡田和雄中尉
      - 歩兵第2連隊 補給中隊：阿部善助中尉
      - 歩兵第2連隊 衛生中隊：安島良三中尉
      - 海上機動第1旅団輸送隊 第1中隊：金子啓一中尉
      - 第14師団経理勤務部：山本孝一少尉
      - 第14師団野戦病院：大塚高麿中尉

    - 西地区隊
      - 歩兵第2連隊 第2大隊：富田保二 少佐

    - 南地区隊
      - 歩兵第15連隊 第3大隊：千明武久大尉

    - 北区地区隊
      - 独立歩兵第346大隊 引野通廣少佐
- 海軍
  - 西カロリン航空隊司令：大谷龍蔵大佐
    - 西カロリン航空隊ペリリュー本隊
      - 第45警備隊ペリリュー派遣隊
      - 第3通信隊
      - 第214設営隊
      - 第30建設隊
      - 第30工作隊
      - 南方方面海軍航空隊
      - 特設第33、35、38機関砲隊（海軍配属陸軍部隊）
      - 朝鮮人労働者（当時は日本国籍）約3,000名含む
- 日本側装備
  - 小銃5,066挺
  - 九六式軽機関銃200挺
  - 九二式重機関銃58挺
  - 九七式中迫撃砲（長）ほか火砲約200門
  - 九五式軽戦車17両

### アメリカ軍
- 総員 48,740名
  - 第1海兵師団 24,234名
  - 第81歩兵師団 19,741名
  - 付属海軍部隊 4,765名
- アメリカ側装備
  - 小銃、自動小銃41,346挺
  - 機関銃1,434挺
  - 拳銃3,399挺
  - 火砲729門
  - 戦車117両
  - バズーカ砲180基
  - 戦艦5隻(ペンシルバニア、メリーランド、ミシシッピ、テネシー、アイダホ)
  - 重巡洋艦5隻(インディアナポリス、ルイビル、ミネアポリス、ポートランド)
  - 軽巡洋艦4隻(クリーブランド、デンバー、ホノルル)
  - 駆逐艦14隻
  - 航空母艦3隻
  - 軽空母5隻
  - 護衛空母11隻[18]

日本側の朝鮮人労働者数（軍属）を兵数としてカウントするべきか否かは議論の余地があるが、実質的に日本軍の兵力はアメリカ軍の6分の1以下だったと言える。また戦力差については航空機による爆撃、軍艦からの艦砲射撃等を考慮するとアメリカ側が少なくとも数十から数百倍の火力で日本軍を圧倒している。

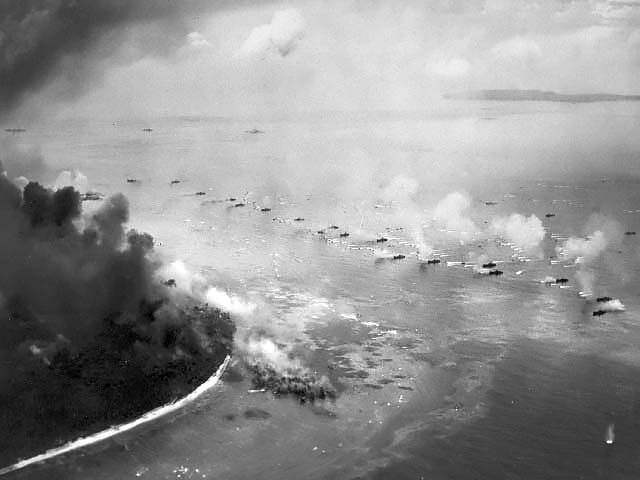
上陸支援の艦砲射撃

アメリカ軍は、日本側の暗号電報や海軍乙事件で入手した機密書類、偵察機からの空撮、潜水艦で沖合からの海岸撮影などで得た情報を総合的に分析し、日本軍守備隊兵力を10,320〜10,720名、内戦闘員を陸軍5,300名、海軍800〜1,000名と、かなり正確に推定していた。
この推定された日本軍守備隊兵力と自軍の参加兵力との差に、第1海兵師団長のウィリアム・リュパータス海兵少将は上陸作戦にあたり海兵隊兵士の前で訓示した際「こんな小さい島（南北9km、東西3km）の戦闘は2、3日で片付く。諸君に頼みがある、私への土産に日本軍守備隊指揮官のサムライ・サーベルを持ち帰ってもらいたい。」と豪語していた。リュパータス師団長は第1海兵連隊連隊長ルイス・プラー大佐にも「今回は君の昇進のためのような作戦だ、海軍十字章と准将の階級章が同時にもらえるぞ」と楽観的な話をしていたが、プラー大佐は上陸前1週間に渡って入念に地図や偵察写真を確認した結果、日本軍は一年かけて島全体を要塞化しており、師団長は楽観的すぎると危惧していた。
また、第一海兵師団の予備兵力として陸軍第81歩兵師団の1個連隊が待機する計画であったが、リュパータス師団長は陸軍をなるべく排除したいと考えており、第81歩兵師団の予備部隊を断り、海兵隊よりわずか1個ライフル大隊を準備することとした。これは遠征軍司令ジュリアン・スミス少将の意思にも反したが、リュパータス師団長はアレクサンダー・ヴァンデグリフト海兵隊総司令と個人的に懇意で、リュパータス師団長の案で決定されたが予備部隊の不足は後に大きな影響をおよぼすこととなった。
上陸当日もリュパータス師団長は従軍記者らに戦闘は激しいが4日で終わるという楽観論を述べたが、それを真に受けた従軍記者が多く、ペリリューに帯同した36名の内で上陸当日に軍と行動を共にしたのはわずか6名だった。そのため、アメリカのマスコミはペリリューの上陸戦でどのような戦闘が行われたかほとんど目にすることができなかった。

## 戦闘経過

### 水際での死闘

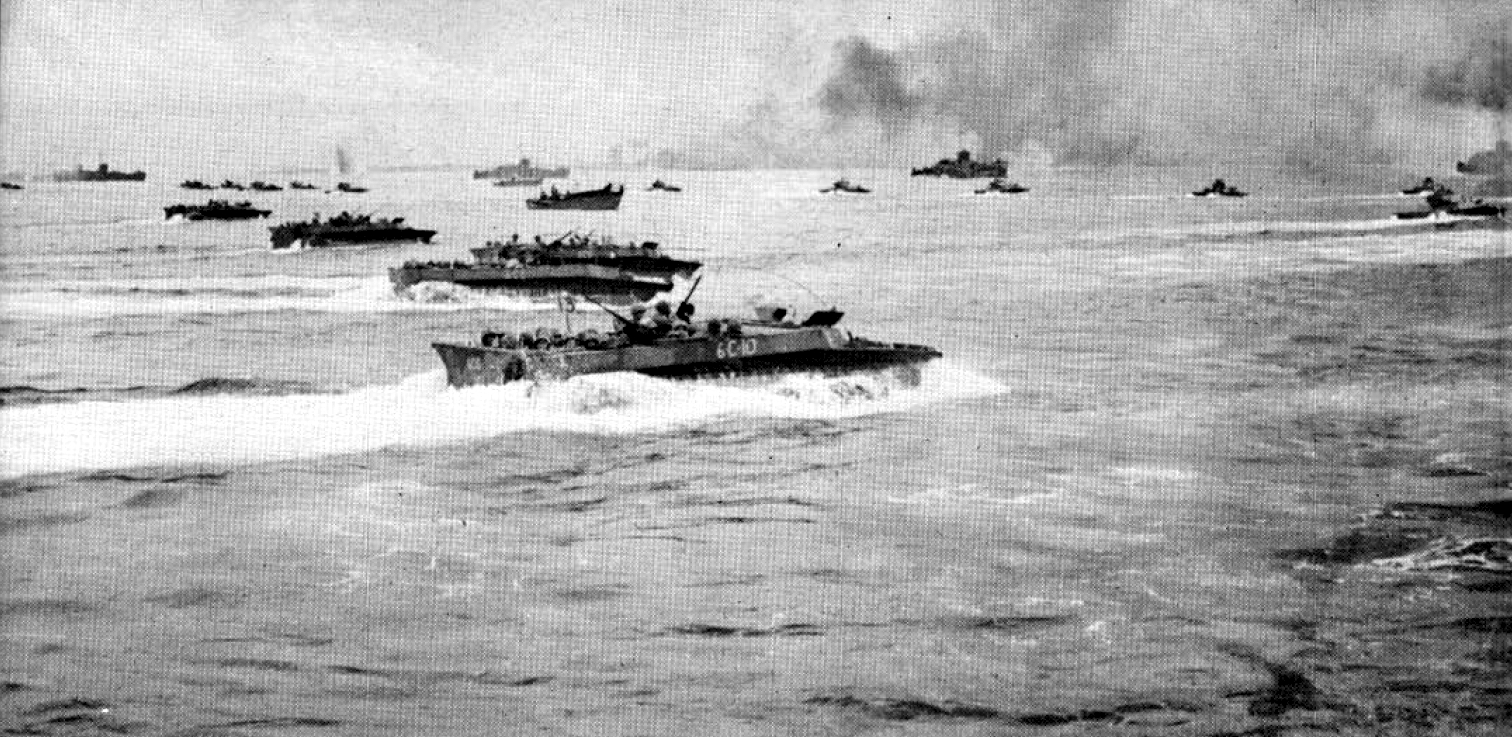
上陸部隊を乗せてペリリュー島の海岸に向かうアメリカ軍上陸用舟艇

アメリカ軍は8月下旬からビアク島などニューギニア北西部からの陸軍爆撃機、9月6日からの海軍艦載機による予備爆撃に加え、9月12日からは戦艦5隻（ペンシルバニア、メリーランド、ミシシッピ、テネシー、アイダホ）、重巡洋艦5隻（コロンバス、インディアナポリス、ルイビル、ミネアポリス、ポートランド）、軽巡洋艦4隻（クリーブランド、デンバー、ホノルル）、駆逐艦14隻からの艦砲射撃と高性能焼夷弾の集中砲火も始めて、島内のジャングルを焼き払った。
上陸前と上陸時の支援として撃ちこまれた艦砲は合計6,894トンにおよび、支援射撃を指揮していたジェシー・B・オルデンドルフ少将は当時としてはもっとも完全でいかなる支援より優れていたと評価していた。3日におよぶ激しい砲爆撃は、構築された障害物や防御施設を見渡す限り吹き飛ばしたが、それらはアメリカ軍の上陸を遅延させるために設置された偽装にすぎず、日本軍の主抵抗線はほとんど無傷であった。日本軍はアメリカ軍の上陸が予想される日本軍が西浜と呼称していた南西部海岸に「イシマツ」「イワマツ」「クロマツ」「アヤメ」「レンゲ」と名付けた陣地を事前に構築していたが、それらの陣地は珊瑚礁の固い台地を利用した歩兵2〜3人が収容できる遮蔽された歩兵壕が無数に掘ってあった。
また小さな鉄筋コンクリート製のトーチカも築かれ、速射砲が配備されていた。内陸部には、野砲や迫撃砲を配置するトーチカも築かれ、最も堅牢なものは1.5m厚のコンクリート製で出入り口にも分厚い鋼鉄製の扉が付けられていた。これらの火砲は海上の艦船や航空機より直接は攻撃できないように工夫された配置になっており、高台にいる観測兵により正確な砲撃要請が行える体制となっていた。
上陸当日の9月15日午前5時半から西浜の海岸一帯への艦砲射撃が始まり、8時の上陸開始の少し前に艦載機50機の爆撃へ切り替わり、それから日本側の砲撃を妨害するため発煙弾が打ち込まれて、上陸支援艇からの近距離援護射撃の下、第1, 第5, 第7海兵連隊の3個連隊12,000名を主力とする海兵隊が、第1波4,500名を皮切りに第6波までに分かれて上陸を開始した。
アメリカ軍は上陸地点の南北3km弱の西浜を北からホワイト1, 2、オレンジ1, 2, 3というコードネームで5つに区分していた。「海岸が流血で染まったためにオレンジ海岸と呼ばれるようになった」という説は誤りである。ホワイトには第1海兵連隊、オレンジには第5、第7海兵連隊が向かっていたが、各連隊が向かっている海岸には日本軍の構築していた各陣地が待ち構えていた。
海岸線に日本軍が設置していた障害物と機雷は、アメリカ海軍水中破壊工作部隊の活動と艦砲射撃によってあらかた除去されていたため、上陸部隊は順調に海岸へ近づいていったが、珊瑚礁線に近づくと残存していた地雷と機雷により上陸用舟艇が十数隻撃沈された。そのため、上陸用舟艇とアムトラック部隊は一時混乱に陥ったが、リュパータス師団長は支援のため、艦艇より発煙弾を撃ち込ませ混乱の沈静化を図った。アメリカ軍の上陸部隊は態勢を立て直すとまた海岸線への接近を再開したが、一方で日本軍は中川大佐の命令により、敵を徹底的に海岸に引き付けることとしており、兵が逸るのを抑えて射撃を自重させていた。「イシマツ」「イワマツ」「クロマツ」を守る中島正中尉率いる第5中隊を基幹とする主力部隊は、アムトラックが目前に迫ると軍用犬で砲兵陣地に砲撃要請を行った。1匹目の軍用犬は途中で死んだが、2匹目で野砲陣地に連絡成功し、上陸部隊が100m〜150mの至近距離まで接近したところで、射撃開始の命令が下された。特に中川大佐直轄であった野砲大隊と九一式十糎榴弾砲は、山腹の洞窟陣地に配置されており砲爆撃にもほとんど損害はなく、眼下に群がる敵に「この時こそ天がわが砲と我々に与えし好機なり」と自信をもって砲門を開き、上陸用舟艇に一斉射撃を加えた。日本軍の激しい砲撃で、珊瑚礁は大小の穴だらけとなり、上陸用舟艇やアムトラックは次々に炎上し、海兵隊の兵士が吹き飛ばされた。スコールのような砲撃による砂塵が収まると、アメリカ兵の殆どが死傷して倒れており、そこで中島中隊は射撃を開始、上陸部隊はさらに大損害を被って煙幕を焚きながら一時退却するという場面すらあった。それにもかかわらず第1波の上陸から1時間後には、アメリカ軍の第2波上陸部隊が西浜に殺到した。

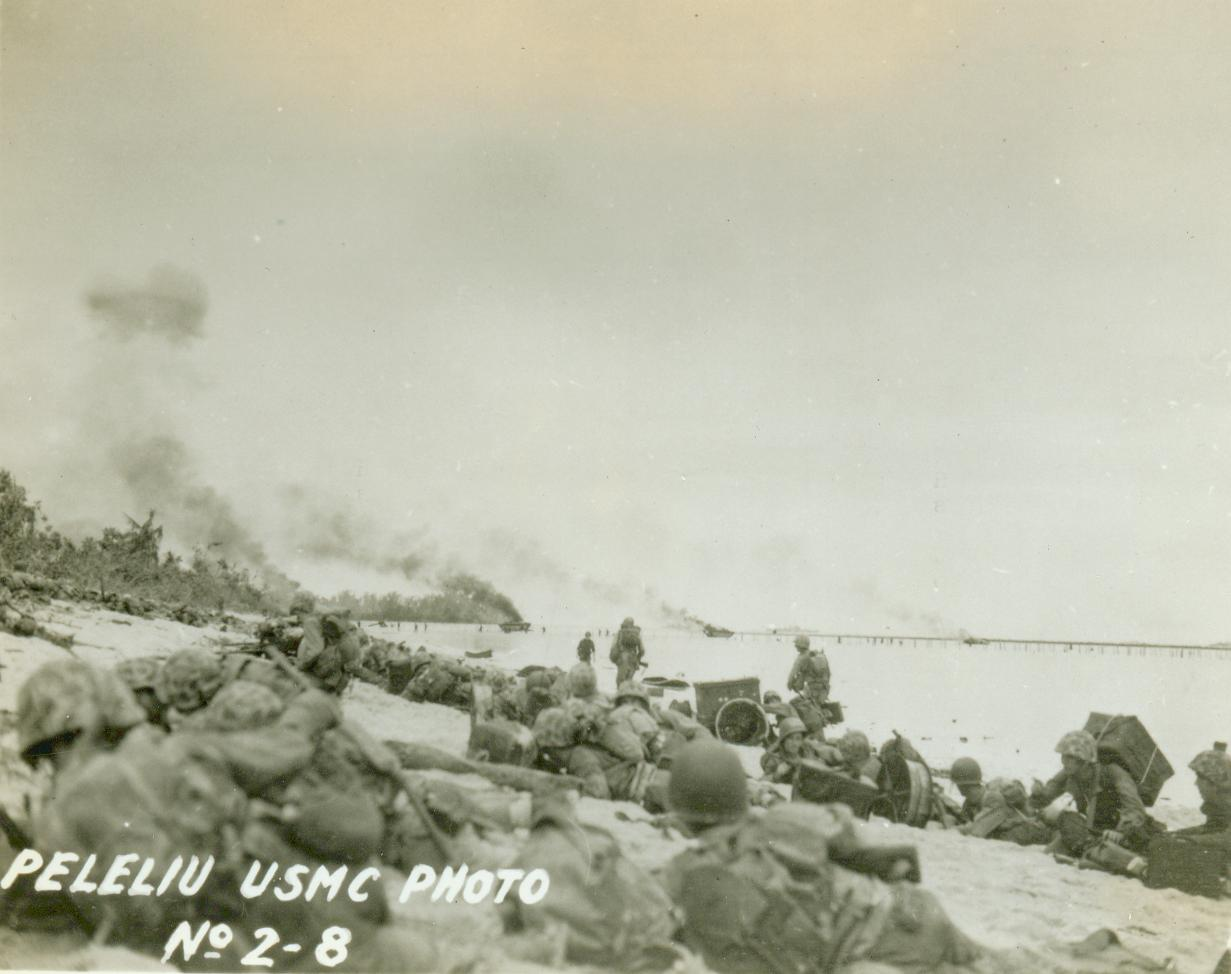
海岸線で日本軍からの猛射を受けているアメリカ軍海兵隊歩兵

日本軍は緻密に迫撃砲の照準を珊瑚礁上に設定しており、正に“砲弾のカーテン”のような弾幕となっていた。また野砲も容赦なく降り注ぎアムトラックとアムトラックに戦車砲を搭載したアムタンクが次々と撃破された。「アヤメ」「レンゲ」など南部方面の海岸を守備していた千明武久大尉率いる歩兵第15連隊 第3大隊の主力部隊は、前もって海岸線に強固なトーチカを設置しており、そのトーチカに設置した一式機動四十七粍速射砲で上陸部隊を狙い撃った。敵主力戦車には貫通力不足が指摘される同速射砲も、装甲が薄いアムトラックやアムタンクに対しては過分な威力であり、海兵隊公式には上陸初日に26両のアムトラックが撃破されたとしているが、実際は60両以上が撃破されていた。その惨状を見た海兵隊中佐は「こんな戦闘をこれまで見たことが無い。1両40,000ドルもするアムトラックがこんなに炎上しているのを見て衝撃を受けた」と語った。連隊長のプラー大佐の搭乗していたアムトラックも5発の砲弾を受け撃破された。プラー大佐は無事であったが、一緒の連隊幕僚や通信兵の乗っていたアムトラック5両も撃破され幕僚や通信兵が多数戦死し、第一海兵連隊は通信ができなくなり8時間に渡って戦況が把握できなくなった。また第一海兵連隊の15両の水陸両用型M4中戦車も集中砲撃を受け3両が完全撃破され、他の車両も損傷を受けた。この時の海兵第1師団の戦いぶりは、後年に「太平洋戦争で最も激しくもっとも混乱した戦闘」と評された。
支援射撃を指揮していたオルデンドルフ少将は、壊滅させたはずの日本軍陣地から猛烈な反撃を受けている様子を見て驚愕するとともに非常な口惜しさを覚えていた。砲撃で次々とアムトラックが撃破され、兵士らは徒歩で日本軍トーチカや塹壕に迫っていったが、小火器による射撃も猛烈で容易に前進できなかった。過酷な状況の中で、皮肉にも日本軍が構築していた対戦車壕が塹壕代わりとなりアメリカ軍の退避場所となった。対戦車壕は上陸の海岸線全域に掘られていたため、兵士らは壕内で前進の体制を整えることができた。その様子を見て、対戦車壕がそのままアメリカ軍の橋頭堡になりかねないと懸念した日本軍は、対戦車壕に潜むアメリカ兵に対して激しく攻撃した。まずは山腹に展開している砲兵隊に支援砲撃を要請するため軍用犬を走らせたが、アメリカ軍の砲撃が直撃し、たちまちバラバラになって吹き飛んでしまった。それでも諦めずに二頭目を走らせたところ、今度はうまく砲兵陣地に連絡がついて、激しい砲撃で壕内のアメリカ軍に大損害を与えた。それでも、アメリカ軍は大損害にも怯まず前進し、陣地を護る日本軍と距離10ｍの至近距離で激しい白兵戦を繰り広げた。日本軍は「陣地を守り抜け、一歩も退くな」「撃ち殺せ、やっつけろ」と怒号を浴びせながら、手榴弾を投げて小銃を撃ちまくったが、そのうち、剣道に覚えのある下士官が周囲が止めるのも聞かず、軍刀を手に匍匐前進でアメリカ軍の前線に接近し、アメリカ兵の目の前で立ち上がった刹那に、そのアメリカ兵の首を一刀のもとに刎ねた。その様子を固唾を呑んで見守っていた日本兵たちは「やった」と歓声を上げたが、その直後、首を刎ねられたアメリカ兵が握っていた手榴弾が爆発し、その下士官も跳ね飛ばされてしまった。このように、もはやどこが前線かわからないほど敵味方が入り交って、互いの死傷者が累々と横たわり、中には敵味方の死体が積み上がっている場所もあった。そのような戦場でひたすら両軍兵士は殺し合いをしており、戦場は壮絶を極めていた。
日本軍は海岸に多数地雷を埋設しており、その効果に期待を寄せていたが、殆どが海水で動作不良になり不発となった。地雷が有効に機能していたらアメリカ軍はもっと悲惨な状況におかれていたと思われる。一方で大量に残っていた航空爆弾を転用した急造地雷は多大な効果を発揮し、その絶大な威力により地雷を踏んだアムトラックは引っ繰り返ったと言う。
前線より入ってくる報告は悲惨なものばかりで、上陸前は楽観的だったリュパータス師団長ら師団司令部は非常な不安に襲われ、直接状況を確認するために副師団長のオリバー・P・スミス准将が海岸に上陸することとした。スミス准将らは第5海兵連隊と第7海兵連隊の上陸地点であったオレンジ海岸に向かった。オレンジ海岸はスミス准将が到着したころには対戦車壕で態勢を整えた第5連隊と第7連隊が内地に向かって前進を開始しようとしていたが、断片的な情報しか得られなかったリュパータス師団長はオレンジ海岸になけなしの予備部隊である1個ライフル兵大隊を投入することにした。
しかし、実は通信機が破壊され連絡が取れなくなっていたプラー大佐率いる第1海兵連隊が依然としてもっとも悲惨な状況で、死傷者は既に400名以上に達しており、最優先で予備部隊の投入が必要であったが、師団司令部は知る由もなかった。第1海兵隊は指揮系統が完全に寸断されており、多数の部隊が日本軍陣地の中で孤立していた。

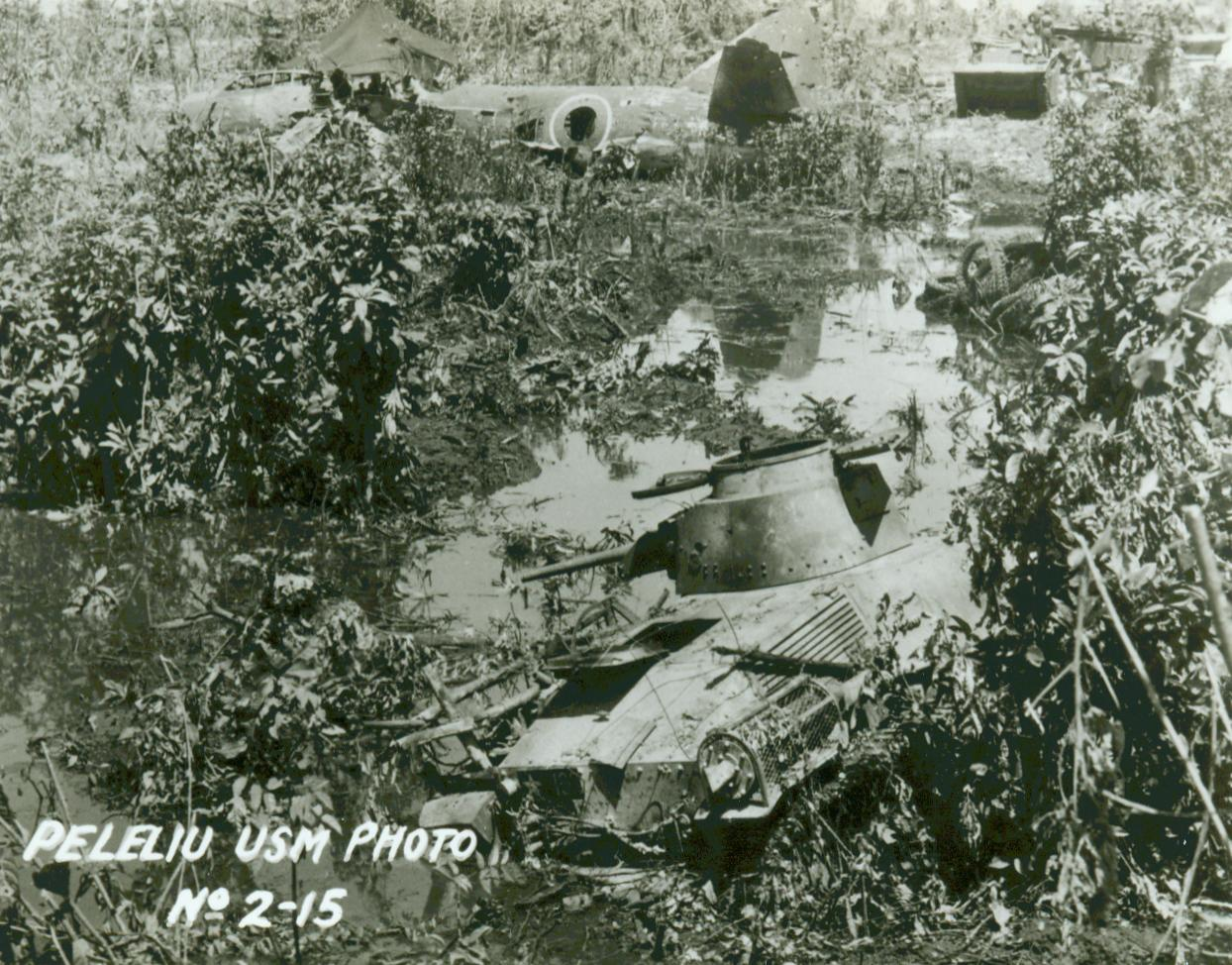
反撃に失敗して撃破された日本軍95式軽戦車、奥は一式陸上攻撃機の残骸

ここで、日本軍は第一号反撃計画に基づき、中川大佐が反撃の有力戦力として温存していた95式軽戦車を伴った決死斬込隊による反撃をおこなった。17両の95式軽戦車の車体にはロープがまかれ、そのロープを歩兵が掴みタンクデサントでの出撃となった。中川大佐の期待も大きく、出撃する戦車隊に対しいつまでも手を振っていたという。ペリリュー島に配置されていた95式軽戦車隊は第14師団直轄の戦車隊であり天野国臣大尉が率いていた。天野の隊長車の砲塔側面「さくら」とペンキで記されており、他の車輌も識別し易いように1輛ごとに名前がつけられ、「さくら」と同様に砲塔側面に車名が記されていた。戦車隊は連日の猛訓練により、800ｍの距離でも100発100中の命中率を誇っていた。天野は自ら先頭車に乗り込むと整備中の1輛を除いた16輛で最高速度45km/hで目標の西海岸に突進していった。天野の戦車隊は第1海兵連隊と第5海兵連隊の中間点あたりに進撃してきた。海兵隊は今まで太平洋の各戦場で日本軍の無謀なバンザイ突撃を何度となく撃破してきたが、この反撃は戦車と歩兵が見事に連携した攻撃であり、今までの日本軍とは違って非常に手ごわいと感じたという。
しかし、突進してきた戦車隊をM4中戦車が待ち構えており、訓練度に勝る95式軽戦車の砲弾は次々とM4中戦車を捉えるが貫通することができず、逆にM4中戦車の75mm砲は易々とわずか12mmの95式軽戦車の装甲を貫通し次々と炎上させた。天野は軽快な動きを活かしてM4中戦車の側面に回り込んで砲弾を浴びせたが、それでも豆鉄砲のようなもので貫通できなかった。また、サイパンの戦いで、日本軍の戦車第9連隊の戦車を多数撃破した新兵器バズーカがここでも猛威を振るって、戦車隊は目的の海岸に達する前に大損害を被り、海岸付近まで達することができた戦車はわずか6両で、その6両も集中砲撃や勇猛な海兵隊員による白兵戦で次々と撃破され、生き延びたのはわずか2両と壊滅し反撃は失敗に終わった。
夕刻遅くにようやく師団司令部は第1海兵連隊と連絡がつき、上陸初日の死傷者が1,111名と当初見込み500名の倍に達したことや、その内の半分が第1海兵連隊の損害であることが把握できたが、第1海兵連隊連隊長プラー大佐は援軍の申し出を拒否し、連隊の後方支援要員まで前線に回し欠員を補充している。第1海兵師団全体でも負傷兵が予想以上に出たため、医療品の不足が生じ治療待ちの重傷者も多数に上った。また多数のアムトラックが撃破されたため、前線に食糧や水を輸送することが出来ず、特に高温の中で水の不足がアメリカ兵を苦しめた。夜になると、日本軍の通例である夜間のバンザイ突撃を警戒しアメリカ軍は守備を固めたが、日本軍は突撃しない代わりに心理戦のつもりか「アメリカジン、ブタ、イヌ、オマエ、シヌ」と拡声器を使って罵詈雑言を浴びせてきた。それに煽られたアメリカ兵も大声で嘲り返すなど、神経をすり減らすこととなった。またその隙に、攻略された日本軍陣地を、日本兵が夜陰に紛れて奪還しアメリカ軍の後方を脅かしたり、破壊工作を行ったりした。南部海岸で敢闘した千明率いる歩兵第15連隊 第3大隊の残存兵も夜間挺身攻撃に参加、アメリカ軍の前線突破に成功し、中には遠征軍司令官ジュリアン・スミス少将の指揮所にまで達した日本兵もおり、危うく警備兵が発見し射殺したため、スミス少将は無事であった。千明も16日の明け方に戦死し、部隊も死傷者が60％まで達したので島南部に撤退し第3大隊の残存部隊と合流することとした。
太平洋軍司令官ニミッツにも苦戦の知らせは届いていたが、軍の動揺を抑えるために公式発表は「1944年9月15日　上陸海岸には、敵の迫撃砲や、火砲による砲弾が散発的に落下したが、我が軍の攻撃初日の損害は軽微に留まった」（米太平洋軍司令官公式発表 第117号）と事実と反するものであった。

### 飛行場付近での戦い

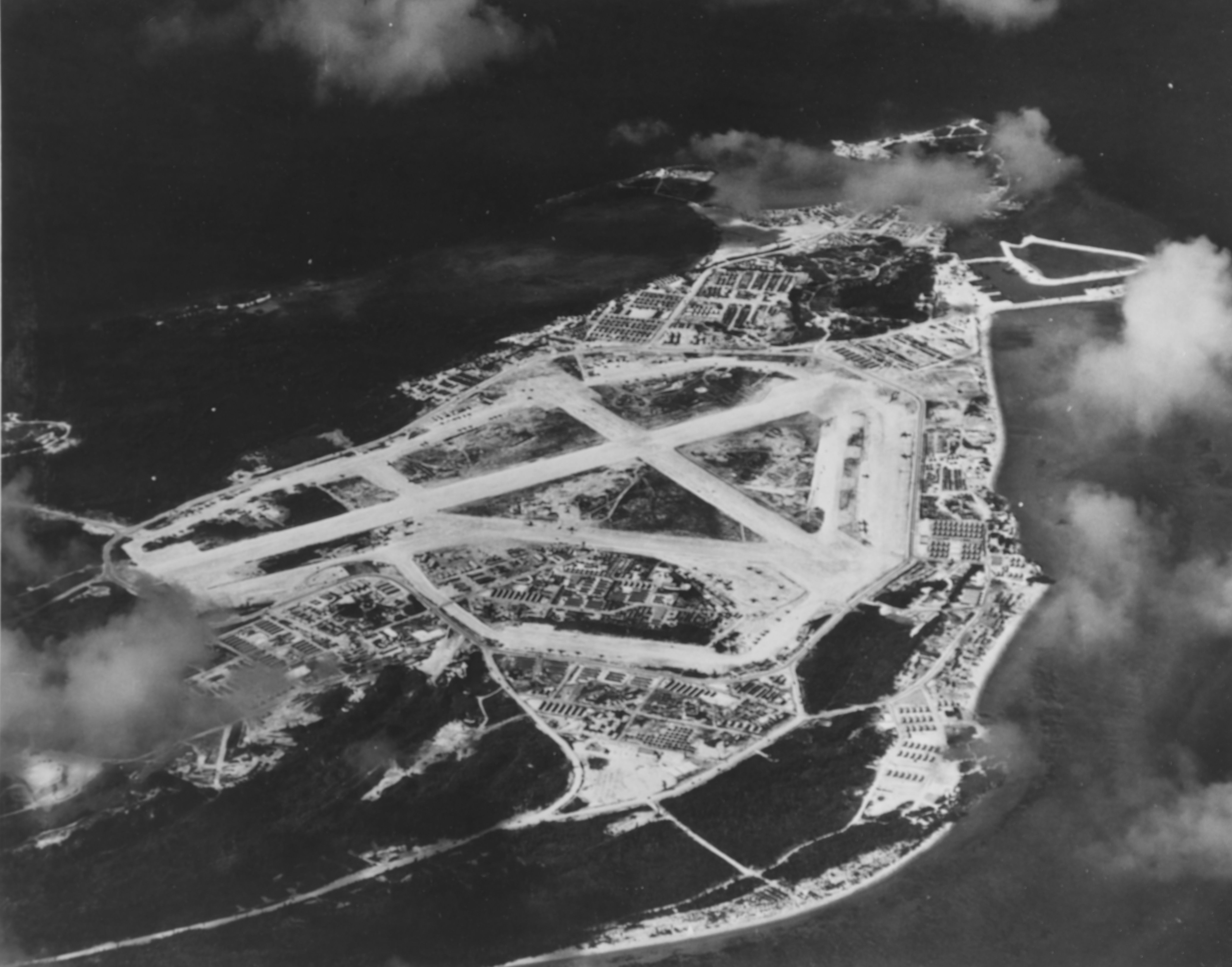
ペリリューの飛行場（アメリカ軍が使用していた1945年時の写真）

翌9月16日、2日目になってようやくアメリカ軍の前線の兵士にも飲料水が届けられたが、燃料用のドラム缶に入れられてきたため、水は錆と油で濁っており、飲んだアメリカ兵の多くが体調不良となった。またアメリカ兵の多くが夜間に切れ間なく撃ちこまれていた日本軍の砲撃で十分に休息が取れていなかった。そんな中で朝にリュパータス師団長ら師団幕僚が戦況把握のためにペリリュー島に上陸したが、戦況を確認すると不機嫌になり、上陸当日に最も苦戦し大損害を被っていた海兵第1連隊連隊長プラー大佐を「もっと早く前進できんのか？馬鹿者どもが、プラー、貴様は全力を出して、結果を出せ！俺の言ってることが、わかるだろ、この馬鹿ものが」と激しく罵倒し、第1海兵連隊には現状の膠着状態を打破し前面の高地を攻略、第5海兵連隊には飛行場の攻略、第7海兵連隊には島南端までの制圧を命じた。
海岸に構築されていた各陣地は上陸初日の戦いでアメリカ軍に攻略されていたが、イシマツ陣地は頑強な抵抗を続けていた。イシマツ陣地の後方には、これまでアメリカ軍に痛撃を与えてきた砲兵隊が展開している山岳地帯があり、アメリカ軍は16日中にイシマツ陣地を撃破し、後方の砲兵隊も撃滅するべく戦車10輛を先頭にして前進を開始した。イシマツ陣地からの砲撃要請で、各種野砲や迫撃砲がアメリカ軍の頭上に落下し、多数のアメリカ兵が吹き上げられたが、やがて海上から正確な艦砲射撃の支援が開始されて、ほどなく日本軍の支援砲撃は沈黙してしまった。対戦車火器を失っていたイシマツ陣地は、次第に接近してくるアメリカ軍戦車になす術がなかったが、やがて中隊長の中島正中尉が黄色爆薬を抱えると「よし、俺が片付けてやる」と言い残し、部下将兵が止めるのも聞かずにアメリカ軍戦車に向かって走り出した。中島がそのまま先頭の戦車にそのまま突っ込むと、爆薬の爆発で先頭の戦車は擱座し、中島は粉々に散ってしまった。しかし、日本兵の体当り攻撃を恐れた戦車隊は前進を止めて、イシマツ陣地への突入を諦めた。アメリカ軍は作戦を変えたのか、戦車は陣地から距離をとって、戦車砲や機銃弾を浴びせながら、アメリカ兵がイシマツ陣地に接近してきたので、昨日と同様に両軍が目と鼻の先で手榴弾を投げ合う激しい白兵戦が展開された。しかし、昨日からの激戦で多数の死傷者を出していたイシマツ陣地はもう持ちこたえるのが困難となっており、その様子を見ていた連隊司令部は第2線への撤退命令を出した。撤退命令を受領したイシマツ陣地ではあったが、大量の負傷兵を抱えてアメリカ軍の包囲網を突破するのは不可能であり、動ける負傷兵は自ら小銃で自決し、動けない負傷兵は健常な戦友に「殺ってくれ、友軍の手で殺ってくれ」と頼むという地獄絵図で、生き残った日本兵は涙を流して顔を背けながら、重傷者多数が横たわる壕の中に結束した手榴弾を投げ込み、多くの遺体を陣地に残したまま撤退した。
海岸の各陣地を攻略したアメリカ軍は飛行場に達していたが、飛行場一帯は何もない開けた地形で、唯一、飛行場北方にある半壊した格納庫のみが遮蔽物であり、第5海兵連隊は何もない開けた空間を何百mも突き進まねばならなかった。日本軍は飛行場を見下ろす高地（後に「ブラッディノーズ・リッジ」と呼ばれた）から砲撃してきたが、攻撃開始前に連隊司令部が置かれていた塹壕に砲弾が命中し、第5海兵連隊連隊長バッキ―・ハリス大佐が重傷、参謀も死傷し連隊司令部が大損害を被ってしまった。アメリカ軍は海兵隊の突撃の鉄則である「とにかく止まるな。止まらずにいればそれだけ敵の弾に当たる確率も減るんだ」を実践ししゃにむに飛行場を駆けたが、遮蔽物のない開けた地形で日本軍のあらゆる火器の集中射撃を受けて、その内に砲撃でできた窪みや、飛行場に散乱する撃破された日本軍航空機、撃墜されたアメリカ軍航空機の残骸に身を隠し釘付けとなった。連隊にはガダルカナルの戦いやグロスター岬上陸戦を戦った古参の兵士も多かったが、日本軍の激しい攻撃に容易に進撃できず、多数の死傷者を出した。古参兵らは「このペリリュー島の飛行場を巡る戦いが、太平洋戦争中で最悪の経験だった」と後に語っている。その後、飛行場攻撃には戦車隊と第1海兵連隊が加わったが、それまでに飛行場で無謀な突撃を繰り返していた第5海兵連隊の第1大隊は戦闘能力を失っていた。また第1海兵連隊は前日に500名の死傷者を出していたが、この日もさらに500名の死傷者を出し、人的損失は連隊の33%にも達することとなった。通常であれば戦力の15%を失えば最前線からは撤退させるのであるが、予備兵力を使い果たした第1海兵師団にその余裕はなかった。飛行場は援軍の到着もあり、日没までにはアメリカ軍の手に落ちた。
第7海兵連隊が攻略に向かった島の南部には、地形的には平坦地で日本軍の隠れられる場所はなさそうに見えたが、巧妙に構築された日本軍の陣地やトーチカ多数が待ち構えていた。第7海兵連隊は艦砲射撃や艦載機による空爆、特に新兵器となるナパーム弾による空爆の支援を受け、トーチカを着実に攻略しながら、前進を続け正午までには島の南端に達した。しかしそのころには気温は40 ℃を超えており、乾きがアメリカ兵を苦しめることとなった。前線に飲料水を運搬していた兵を日本軍の狙撃兵が次々と狙撃し、前線に飲料水がなかなか補給されなかった。第3大隊などは「飲料水の欠乏により兵士は干上がっている」と緊急電文を打ち、乾きのために作戦行動が困難となったため、補給がくるまで陣地を構築し待機せざるを得なくなった。しかし、南部地区では日本軍は地の利を得られなかったため、第7海兵連隊は他の地区と比較すれば順調に日本軍を掃討することができた。4日間に渡る島南部地区の戦闘で日本軍戦死者は2,609名にも達したが、第7海兵連隊の死傷者は497名だった。上陸以来の死傷者の続出で激昂していた海兵隊員らは、降参する日本兵も射殺したため、捕虜は1名もいなかった。
アメリカ軍は日本軍の巧妙な防御戦術を見て、日本軍は緻密に連絡を取り合っており、その手段は伝書鳩と考えていた。そのため、各大隊には狩猟用のショットガンが配られ、ペリリュー島を飛ぶ鳥は鳩でなくとも片っ端からショットガンで撃ち落とされた。しかし実際は日本軍はペリリュー島で伝書鳩は使用しておらず、ペリリュー島の鳥たちにとってはとんだとばっちりであった。

### ブラッディノーズ・リッジ（鼻血の尾根）の戦い

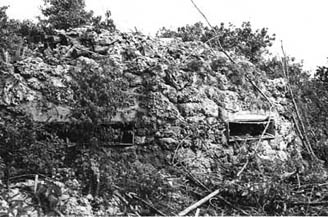
日本軍が斜面を利用して構築したトーチカ

海岸地区や飛行場周辺の攻防では、アメリカ軍に多大な損害を与えたものの、日本軍陣地と部隊もほぼ壊滅したため、中川大佐はかねてよりの師団作戦命令の通り、ペリリュー島の山岳地帯に500個以上は存在すると思われる洞窟を駆使した持久戦術に移行した。「外に出て攻撃を仕掛けると、戦車と航空機と艦砲射撃が待ち構えている。その手には乗らず、敵が近づいて来たら狙撃せよ。容易く死なずに永く生きながらえて一人でも多くの敵を殺せ」と厳命した。
アメリカ軍は太平洋の他の島で繰り返された、日本軍の盲目的なバンザイ突撃を圧倒的な火力で撃滅するという展開を望んでいたが、その傾向は全く見えず、後にペリリュー守備隊を称して「これまで出会った中では、最も優秀と思える兵士で、率いる将校も、敵の圧倒的な火力の前に無駄死にする無意味さを理解し、アメリカ軍の術中にはまらない決意に満ちていた。」と評価している。
2日目までに1,000名の死傷者を出した第1海兵連隊は「ブラッディノーズ・リッジ」の攻略を命じられた。高地を進むアメリカ軍に対し日本軍は洞窟陣地を駆使して激しく抵抗した。洞窟陣地は内部で連絡されており、相互に支援できるような位置に構築されていたため、アメリカ軍が隠れる場所が全くなかった。ある洞窟陣地から火砲や機銃で攻撃を受けたアメリカ軍が反撃しようとすると、火砲や機銃は洞窟内に引っ込み、今度は違う洞窟から攻撃を浴びるといった状況であった。連隊長のプラー大佐は各大隊を野戦電話で叱咤激励していたが、もっとも苦戦していた第3大隊のラッセル・ホンソウィッツ中佐から、200名の死傷者を出したのに戦果が捗々しくないとの報告を聞くと激昂して「なんてざまだ、これを本土の奴らが聞いたらなんて言うと思う？200名の優秀な海兵隊員を失って、殺したジャップがたった50名だ。500名の間違いじゃないのか？」と怒鳴った。第3大隊には本来戦闘には参加しない連隊の司令部要員200名を補充したが、この時点で連隊の死傷者は1,236名にも達し連隊内での人員のやりくりではとても間に合わなくなったため、第1海兵連隊は師団参謀に補充を要請した。しかし師団の予備兵力は既に使い果たしており、プラー大佐は「上陸支援要員でもいいから増援によこせ、明日の夜までには一人前の戦闘歩兵にしてみせる」と補充を強く迫ったが、結局補充要請は却下され第1海兵連隊は現行戦力で作戦の続行を命じられた。

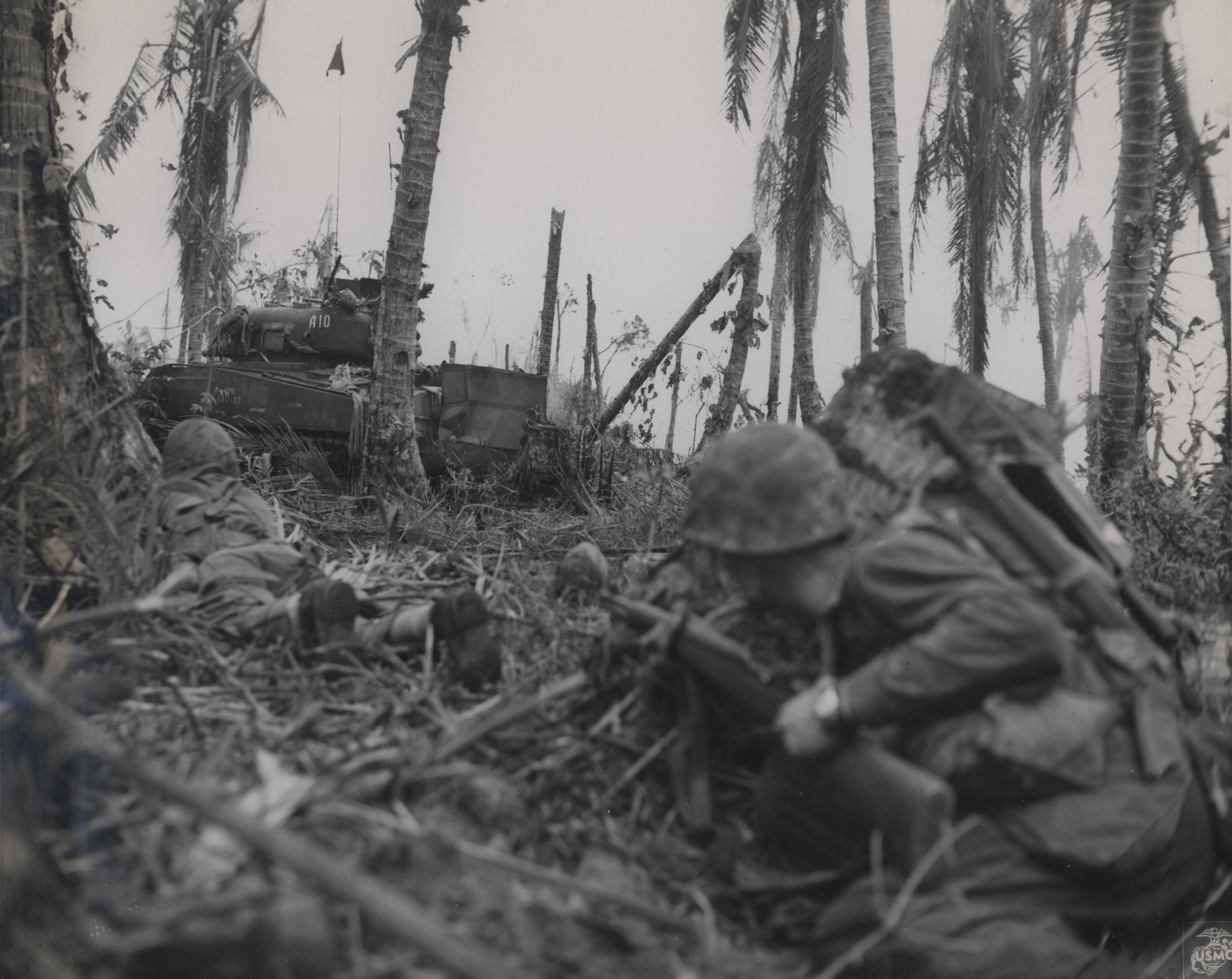
海兵隊歩兵を支援するM4中戦車

洞窟陣地攻撃に威力を発揮したのはM4戦車であった。戦車は洞窟を発見すると片っ端から砲撃を加え、1両当り1日で30か所の日本軍陣地を破壊していた。しかしM4戦車の損害も大きく第1海兵師団の30両のM4戦車の内、高地戦に至るまでに10両が破壊されていた。残りのM4戦車はその破壊されたM4戦車から砲弾を回収して戦わなければならないほど弾薬の消費も激しかった。また、日本軍はハッチから身を乗り出す戦車長に射撃を集中し、第1戦車大隊の戦車将校31名の内23名が死傷し、無事だったのはたった8名と戦車に搭乗しておきながら高い死傷率となっている。
第1海兵連隊は島南部の攻略を終えた第7海兵連隊の支援も受けて、引き続きブラッディノーズ・リッジを強攻した。プラー大佐は筋金入りの海兵隊員で、緻密な作戦よりは攻撃の気運を重視する作戦指揮であったが、ペリリュー島でこの作戦指揮はあまりに代償が大きかった。既に第1海兵連隊は兵員の半数を失っていたが、プラー大佐は進撃を緩めることを許さず、「死傷者が多すぎます。我々は昼も夜もなく戦い続けてるんです。」と指揮下の大隊長が窮状を訴えるも取り合わず逆に「うるさい、お前自ら兵隊を率いてあの丘を落とせ」と命令する烈しさだった。日米の兵士は斜面に構築された日本軍の陣地を巡って激しい白兵戦を演じており、日本軍は手榴弾投擲や銃剣で攻撃してきたのに対し、海兵隊員は日本兵を陣地から素手で引きずり出すと崖の下に投げて落とすといった風な激しい近接戦闘が至る所で繰り広げられた。第1海兵連隊は多大な損害にもめげずに攻撃を続行し、中川大佐がウムロブロゴル山中核を中心に構築した、これまで海兵隊が戦った中でもっとも手強かったと海兵隊戦史で評価された通称「ファイブ・シスターズ」陣地に到達した。既に死傷者が1,500名以上にも達し戦力が大幅にダウンしていた第1海兵連隊はこの陣地の攻略で致命的な損害を受けることとなった。

### 日本軍逆上陸

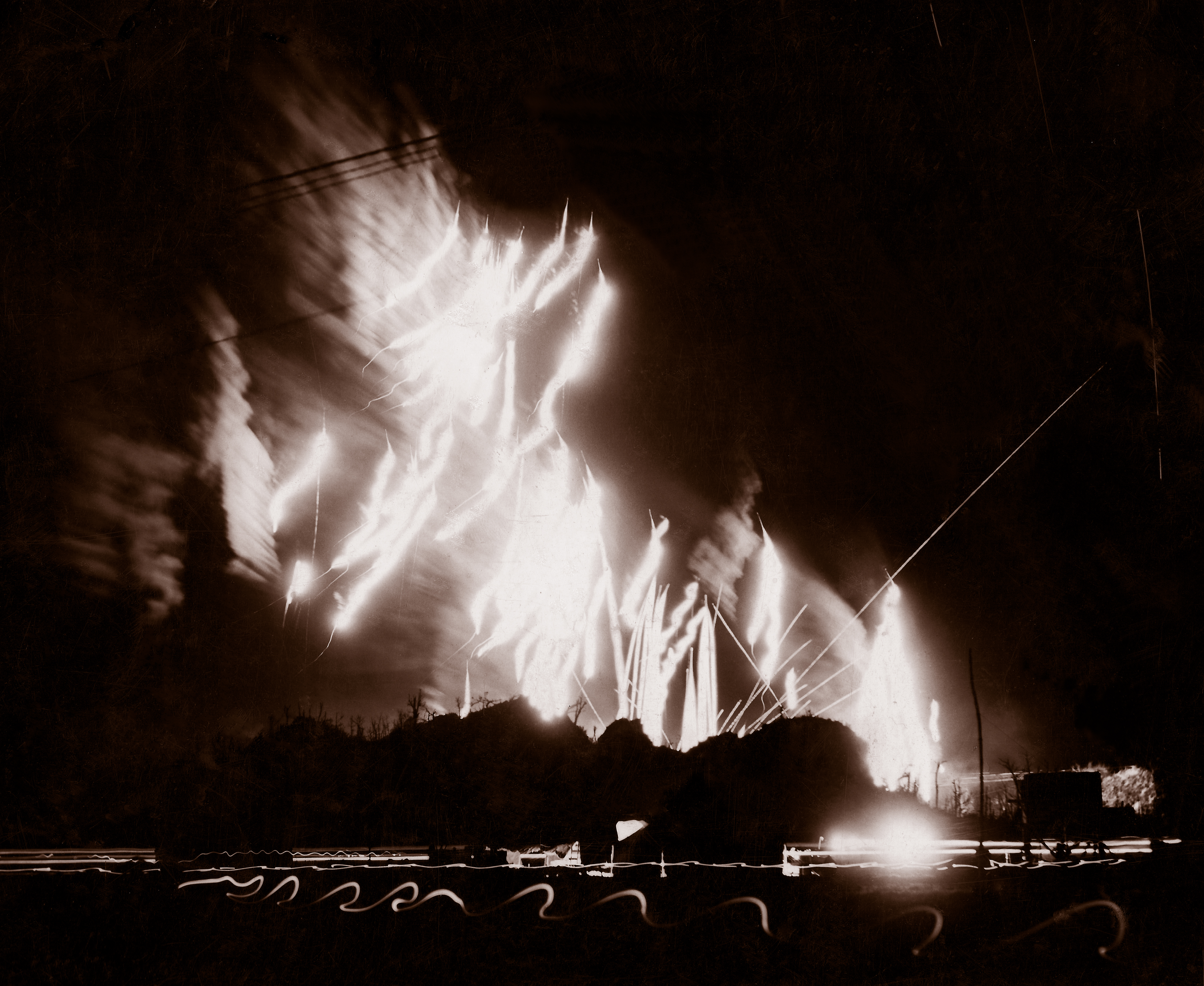
夜間戦闘の様子、日本軍の夜襲に対しアメリカ軍の発射したパラシュート付き照明弾と曳光弾が夜空を照らしている

ペリリュー島にアメリカ軍が上陸したとの報告があったのち、パラオの第14師団司令部では連日逆上陸について議論が行われていた。歩兵第15連隊は当初から、逆上陸を想定した海上機動部隊に指定されており、その訓練も積んできたので、連隊長の福井義介大佐は計画通りの逆上陸を意見具申し「軍旗を先頭に連隊主力が逆上陸すれば、米軍を撃滅することも可能です。ましてや、我が連隊の第3大隊が奮戦している今日、連隊主力がおめおめとパラオに安住してはおれません。速やかに増援出撃させて下さい」と師団長の井上貞衛中将に迫った。しかし、師団参謀長の多田督大佐が「1個連隊を増援輸送するだけの舟艇が足りない、それに制空・制海権はまったく敵の手にあり、海上機動の可能性も疑問に思う。米軍がペリリュー上陸に引き続いて、パラオ本島に進攻してくる可能性も大きい」と反対意見を述べた、多田は「切れることカミソリのごとし」と評されている有能な参謀で、その判断は合理的であったが、部下将兵が苦闘しているなかで、連隊長の福井が連隊主力をもって救援したいという気持ちもよくわかり、また、逆上陸作戦成功の可能性も全くないとは思われないので、師団長の井上は判断をすることができず、時間だけが刻々と過ぎていった。
師団司令部が方針を決めきれない中、9月18日に現地の中川から、蟻の這い出る隙間もない激しい警戒態勢のなかで逆上陸を敢行することは、火中に飛び込むようなものであり「我が歩兵第2連隊だけで十分であり、ペリリューに兵力をつぎ込んでも無駄である。」という増援拒否の電文が送られてきた。この中川の電文により、一旦は逆上陸断念という方針に傾いたが、第15連隊長の福井は部下将兵救援のため、なおも逆上陸を激しく主張し続けた。しかし、18日の時点で、第15連隊第3大隊の残存部隊は、島南部でアメリカ軍の第7海兵連隊に追い詰められて、爆薬を抱いて戦車に突入するなど勇戦敢闘しつつも、最後は断崖から身を投じる兵士もいるなど、一兵残らず戦死していたが、それを福井が知るよしもなかった。
ペリリューの戦況は悲観的なものではあったが、守備隊は勇戦敢闘を続けており、上陸して1週間経ってもアメリカ軍の進撃ぶりは遅遅としたものであった。また、前線の中川から送られてくる戦況報告は「米軍はわがペリリュー守備隊の勇戦により、疲労困憊し、ことに砲爆弾の欠乏に悩んでいるのは確実であり、もっぱら、新戦力の来着を待っている模様なり」「米軍の戦意もようやく衰え、戦車もわが軍の肉攻に恐怖し、退避につとめている」などと活気に満ちたものであった。この戦況報告を聞いた司令部で、再び逆上陸実施の機運が高まり、参謀長多田の反対意見も次第に力を失ってゆき、アメリカ軍上陸1週間後の9月22日に、師団長井上は「米軍は我がペリリュー守備隊の勇戦にて疲労困憊し、ことに砲爆弾の欠乏に悩んでいることは確実であり、もっぱら新鋭戦力の来着を待っている。今やペリリューはあと一押しで米軍を完全に敗退に導き、これを陸岸から駆逐することも可能である。」と判断を下して増援を送ることと決定した。しかし、師団司令部としてもパラオにアメリカ軍のさらなる侵攻が予想される中で、ペリリューに大兵力を注ぎこむことは避けたいとの判断もあり、最終的には歩兵第15連隊全部ではなく、第2大隊（指揮官飯田義榮少佐）にペリリュー島に逆上陸することを命じた。飯田は茨城県出身で、第2連隊は古巣であり、その古巣を救援したいと意気軒昂であって、飯田の意気に触発された大隊の兵士も「上州男児の底力を見せてやるぞ」と意気盛んであった。
同日夜22時には第一陣として第2大隊第5中隊（指揮官村堀中尉）215名が大発動艇5隻に分乗し、パラオ本島アルミズ桟橋より出発した。途中でアメリカ軍艦艇に発見されるもうまく回避し、7時間かけてペリリュー島北端のガルコル波止場に到達、揚陸作業中にアメリカ軍機の空襲を受け大発動艇は全て撃沈されたが、人的損害は死傷14名に止まり、残りの兵員はペリリュー守備隊に合流した。先遣隊村堀隊の上陸成功の報に師団司令部は湧き立ち、「援軍は不要」と打電していた中川大佐も非常に感激し、苦闘する守備隊の士気も大いに高まった。師団司令部は次いで翌23日に第2大隊主力の出撃を命じた。第二陣の主力は総兵員570名で飯田が直卒し5隻の大発動艇に分乗した。大隊が配備している九四式山砲2門、四一式山砲4門も全て大発動艇に積み込んだ。そして、海軍の水先案内となる小発動艇に付いて夜の20時にペリリューに向けて出発することとなった。この20時というのは、これまでの猛訓練により確認していた、潮の干満が最も海上機動に適した時間であったが、一部部隊が出撃準備に手間取り、出発が30分ずれて20時30分となってしまった。
遅れた30分の間に潮は退き始めており、飯田は不安を抱きながらも、上陸に成功した第5中隊が進んだ航路と同じ航路を突き進んだ。既に潮が退いてるため、水路は大発がようやく通れるほどの幅と深さしかなく、海軍の小発動艇を先頭にして各艇は、完全無灯火のなかを慌ただしく舵を切って進んでいたが、ついに小発動艇がガラカシュール島周辺のリーフに乗り上げてしまい、それに続いていた飯田率いる大発動艇5隻も座礁してしまった。この水路は、第15連隊が連日の海上機動の猛訓練を重ね、航行困難箇所は一部のリーフを爆破して水路を作るなどして熟知していたが、海軍はそれほどこの水路には習熟していなかったので、飯田は海軍の先導は不要であったと後悔したが後の祭りであった。飯田は完全に座礁して身動きが取れなくなった大発動艇を諦めると、それぞれ装備を担いで徒渉での上陸を命じた。しかし、アメリカ軍は第5中隊の上陸成功で、日本軍の増援を警戒しており、ほどなく沖合で警戒していた駆逐艦に徒渉していた日本軍は発見されて、激しい艦砲射撃を浴びせられた。砲弾は、装備を運びだそうと兵士が作業していた大発動艇に直撃、作業中の日本兵とともに粉砕され、逃げ惑う日本兵の真ん中にも砲弾が着弾し、多数の日本兵が死傷した。駆逐艦が打ち上げる照明弾により周囲が照らされ、艦砲射撃に加えて機銃掃射も浴びせられる中で、飯田らは2km先のペリリュー島に向けて必死に進んだ。そのうち潮が満ちてきたため、座礁した大発動艇のうち2隻が脱出に成功し、こちらもペリリュー島を目指して全速航行した。

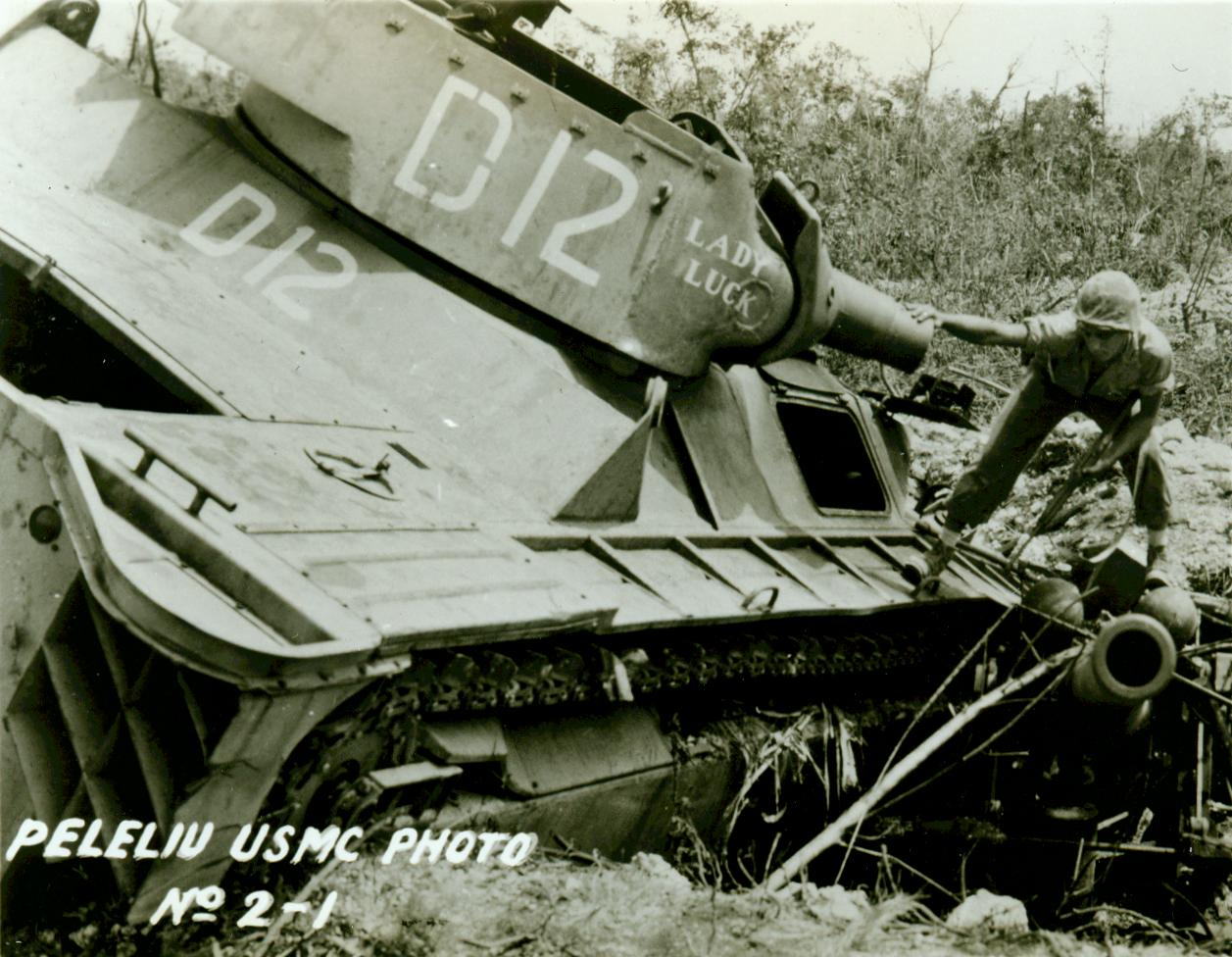
撃破されたアムタンク

徒渉でペリリュー島を目指した飯田らはようやく陸地に上陸したが、周りの様子が何か違うのでよく調べるとこれはペリリュー島の北側400ｍにあるガドブス島であった。飯田は小休止をとる間もなく、続いてきた将兵らにペリリュー島への移動を命じたが、その人数は砲兵中隊の奈良四郎少尉以下20数人に過ぎなかった。しかし、夜が明けて空が白み始めると、他にもペリリュー島に向かって進んでいる日本兵が望見された。飯田らは翌23日の早朝にやっとの思いでペリリュー島のガルコル埠頭に上陸したが、先に2隻の大発動艇が到着しており、その中から九四式山砲2門が陸揚げされた。どれだけの兵士が生き残って上陸したかを把握できないまま、部隊は北上を開始したが、やがてアメリカ軍のアムタンクで編成されたパトロール隊が、道路上を主砲を乱射しながら進んできた。アメリカ軍は日本軍の逆上陸部隊が歩兵のみと侮って装甲の薄いアムタンクを向かわせたようであったが、奈良はすばやく山砲を林の中に引き込むと、これまで一方的に攻撃され、戦力を発揮することもできず無為に戦死していった戦友たちの無念を晴らすべく、アムタンクに砲撃を開始した。山砲の貫通能力は低いが、相手のアムタンクの装甲も薄く、また、巧みに林に山砲を隠したので、アムタンクを十分に引きつけ零距離射撃できたため、次々と砲弾は命中した。車体側面に命中弾を受けたアムタンクはとたんに砲塔が吹き飛び爆発炎上した。奈良が指揮する山砲は持ってきた砲弾全弾を撃ちつくし、8輛のアムタンクを撃破炎上させるという大戦果を挙げた。しかし、大損害を被ったアメリカ軍の反撃は激烈で、今までの駆逐艦に加えて、巡洋艦も沖合に姿を現して20cm主砲で猛然と艦砲射撃してきた。巡洋艦の20cm砲弾の威力はすさまじく、たちまち山砲は撃破されて、砲弾が直撃しなくとも兵士は強烈な爆風を浴びて、全身が紫色に腫れ上がり、裂傷もないのに全身の皮膚から血が噴き出してくるといった具合で、どうにか上陸できた日本兵は次々と倒れていった。飯田率いる第2大隊は、第2連隊に合流する前に壊滅状態に陥り、飯田は埠頭近くの洞窟に立てこもって様子をうかがうこととしたが、アメリカ軍の警戒が厳しく前進することはできず、夜になると少数の将兵でアメリカ軍の陣地を夜襲して、食料などの物資を奪取するといったゲリラ戦を展開していたが、9月28日には飯田が掌握している将兵は100名足らずとなっていた。
飯田も中川と同様にペリリューへの増援は無駄な戦力消耗にしか過ぎないと判断し、戦況報告と意見具申をする必要があったが、無線はなく連絡手段が無いため、誰か伝令を警戒厳重な海を泳いで渡らせてパラオまで報告書を届けさせる必要があった。ペリリューからパラオ本島までは60kmもあり、泳ぎが達者で精神力も強い奈良以下17名が選出された。17名もの大勢の人数が選ばれたのは、非常に困難な任務であり、17名の内1人はたどり着けるだろうという最悪な状況を想定してからのことであった。9月28日にペリリューを出た奈良少尉は、部下を励ましながら潮流が強く波が高い海を不眠不休で懸命に泳いだが、途中で執拗なアメリカ軍機の機銃掃射を受け12名が戦死し残りは5名となった。途中の島で休息しながら10月2日にパラオ本島に到着した際は奈良少尉以下4名となっていた。この命がけの遠泳伝令により、第14師団は計画していた第二弾以降の増援計画を断念することとなった。その後飯田少佐らは悪戦苦闘しながらも9月28日に中川大佐の連隊主力と合流に成功し、中川大佐と飯田少佐は互いに感涙にむせびながら手を取り合い、日本軍の戦意はさらに高まった。

### 第1海兵連隊壊滅・歩兵第81師団投入

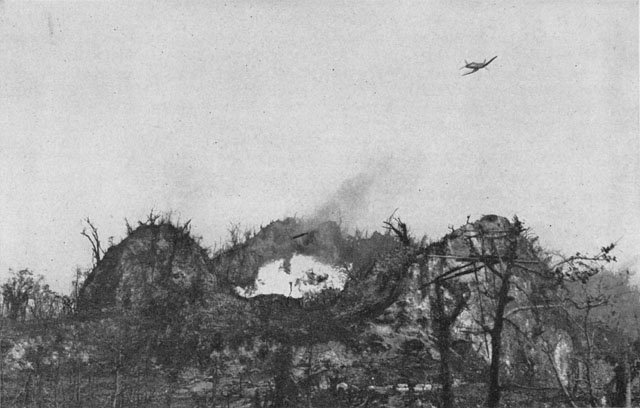
「ファイブ・シスターズ」陣地を新兵器ナパーム弾で攻撃する海兵隊所属のF4U コルセア

第5海兵連隊が大きな損害を被りながら攻略した飛行場には、島で激戦が行われていた最中の9月24日は早くも海兵隊の戦闘爆撃機部隊が進出していた。海兵隊のパイロットはペリリューに到着すると即攻撃に出撃したが、飛行場から攻撃目標まではわずか15秒と第二次世界大戦中もっとも距離が短い出撃であった。あまりにも距離が近いため、航空機は離陸後に脚を格納する暇すらなかったという。日本軍は飛行場の運用を妨害するため、飛行場に向けて夜間さかんに攻撃をかけたが、その主力は逆上陸に成功した飯田少佐率いる第15連隊第2大隊の残存兵であった。飯田少佐は3名を一つの班とした斬り込み決死隊を組織し、夜陰に紛れ巧妙にアメリカ軍陣地に迫って斬り込みをかけた。斬り込み隊は地下足袋を履き銃剣と手榴弾だけを持ち、音もなくアメリカ軍陣地に突入するとアメリカ兵を銃剣で刺殺し、発見されると手榴弾で自爆するといった決死の攻撃であったため、アメリカ軍も対策に苦慮し、二世兵士を使って「勇敢な日本兵の皆さん、夜間の斬り込みは止めて下さい。あなた方が夜間の斬り込みを中止するなら、我々も艦砲射撃と爆撃を中止します。」という放送を戦車に取り付けたスピーカーを通じて行い、ビラもばらまいたが、かえって日本軍の士気を高めただけだった。日本軍の斬りこみによりアメリカ軍の飛行場要員にも100名以上の死傷者が出たが、飛行場の稼働を止めるまでには至らなかった。
第1海兵連隊は強力な航空爆撃と艦砲射撃に支援されながら、引き続きファイブ・シスターズ陣地の攻略を目指したが、損害ばかりが拡大し進撃は捗らなかった。ファイブ・シスターズという呼び名は、ペリリュー中部に連なる山岳地帯で5つの低い尾根が連なっている場所を称して名付けたものであるが、その連なる尾根には中川大佐指導の下で地形を最大限に利用して構築された、何重にも渡る縦深複郭陣地が待ち構えていた。この陣地への攻撃でガダルカナルで海軍十字章などの表彰を受けた歴戦の海兵隊員も多く命を落とした。そのような過酷な状況で、海兵第1連隊のC中隊は激しい戦闘の上、死傷者続出で中隊が90名に激減しながらも、標高100mの尾根ウォルト・リッジの頂上に達した。しかしそこは他の尾根や日本軍陣地から丸見えで、四方八方から集中射撃を受けた上に、頂上奪還のために反撃してきた日本軍との激しい白兵戦となった。ここでも今まで戦われてきた白兵戦と同様に、日本兵は銃剣や軍刀で斬りかかり、アメリカ兵は銃の台尻や時には素手で殴るといった激しい肉弾戦が戦場のあちこちで繰り広げられた。その後頂上を丸1日確保したC中隊であったが、最後は手りゅう弾を投げ尽くし石を投げるところまで追い詰められるほどボロボロになって頂上からの撤退を余儀なくされ、その際の残存兵力はわずか9名になっていた。第1海兵連隊は激戦の中で傘下の第1大隊が壊滅したため、第2大隊と合流させたが、それでも通常の1個大隊分の基準兵力には大きくおよばなかった。連隊内部での人員のやりくりも限界に達しており、ついには炊事兵・ジープの運転手・憲兵・会計担当までを第一線に投入したが、士気や練度が低くまともな戦力にはならなかった。
9月21日に第3海兵水陸両用部隊司令官ロイ・ガイガー少将が戦況把握のために海兵第1連隊司令部を訪れたが、その惨状を見て言葉を失った。プラー大佐はガダルカナルで受けた古傷により歩行できなくなっており、担架に乗りながら作戦指揮をしていたが、疲労で憔悴しきっていた。兵員も約3,000名の連隊の定員の内1,749名が死傷しており、第1海兵連隊はアメリカ軍史上最も激しい損害を受けた連隊となっていた。傘下の大隊の内、第1大隊の死傷率は71%に達しており事実上全滅していた。配下のライフル歩兵3個中隊（1個中隊は通常240名）の残存兵員は74名しかおらず、上陸時の小隊長は一人も残っていなかった。第2・第3大隊もそれぞれ56%と55%の死傷率であり事実上壊滅していた。それでもプラー大佐はファイブ・シスターズ陣地を独力で攻略可能と息巻いていたが、ガイガー少将はその足で師団司令部を訪れると「第1海兵連隊は終わった」と言い放ち、リュパータス師団長に陸軍の増援を求めるよう提案した。しかしこの期におよんでもリュパータス師団長は陸軍の支援を受けることに抵抗を示したが、それに構わずガイガー少将はアンガウルの戦いで日本軍守備隊をほぼ撃破していた陸軍第81歩兵師団（山猫部隊 Wildcat ）の予備部隊であった第321連隊をペリリュー島に移動させる様命令している。
9月23日に交替が告げられた第1海兵連隊は、25日にはパヴヴ島へ海上移動するために第5海兵連隊が残敵掃討した海岸に撤退してきたが、第1海兵連隊の人数の少なさに第5海兵連隊将兵は衝撃を受けている。第5海兵連隊のユージーン・スレッジ一等兵は第1海兵連隊にいたはずの多くの知り合いの顔が見えないのに愕然とし、ある旧友に中隊が何人残っているのか？と尋ねたところ「たったの20人だ、全滅寸前だった。」という答えが返ってきたが、これは第1海兵連隊に代わってファイブ・シスターズ陣地に駆り出されることとなった第5海兵連隊の将来の姿となった。

### ファイブ・シスターズ包囲戦

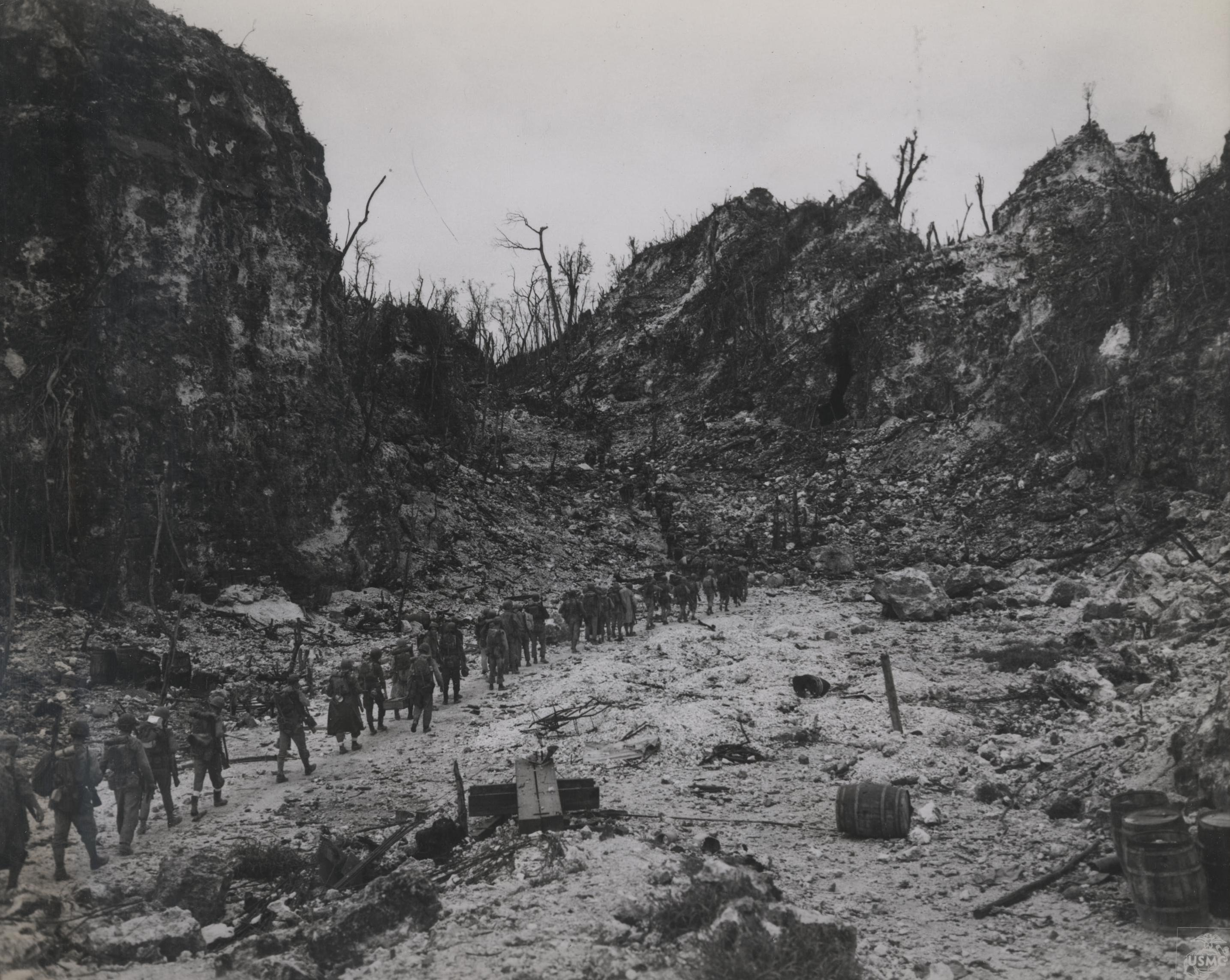
山岳地帯を進撃する海兵隊歩兵

アメリカ軍は第1海兵連隊の壊滅後、作戦の変更を余儀なくされ、島南部からファイブ・シスターズ陣地への強行を断念し、島の西側の比較的日本軍の抵抗の少ない平坦地を掃討しながら島の北端まで制圧し、日本軍守備隊を山岳地帯に孤立させた後に、日本軍の堅陣を突破できるルートを探す作戦に切り替えた。残る第5海兵連隊と第7海兵連隊も第1海兵連隊程ではないが、かなりの損害を被っており、第1海兵師団全体での死傷者は第1海兵師団撤退時点で合計3,946名に達していた。
第5海兵連隊は西海岸を北上しながら海岸付近の日本軍を掃討していたが、9月24日に独立歩兵第346大隊（大隊長引野通廣少佐）が護る、日本軍呼称「水戸山」に攻撃を開始した。第346大隊はコロール島からペリリュー島に増援として配備されたが、当初は島中央部の防衛が担当であったのを、7月21日に急遽、水戸山を含む北部地区の防衛が割り当てられた。中川から引野に「昼夜兼行、築城と訓練に当たるべし」との命令があり、引野は命令通り、食料や水や弾薬を内部に確保し、独立して長期間戦うことができる堅固な陣地を構築した。その陣地は攻撃したアメリカ軍の公式戦史に「この洞窟陣地は広大なもので、内部は文字通り迷路のように縦横無尽に坑道が走り、火炎放射器の直接射撃も完全に遮断できるように作られていた」と賞された。
第5海兵連隊は戦車7輌とアムタンク7輌を援護に2個大隊の兵力で進攻し、水戸山陣地は中川の連隊司令部との連絡を絶たれたが、第346大隊は陣地正面に進攻してきた第5海兵連隊に猛攻を加えて大損害を与えた。翌9月26日にも第5海兵連隊は進攻してきたが、第346大隊は昨日に引き続き、水戸山の洞窟陣地と、工場建物を利用して構築したトーチカからの反撃で第5海兵連隊の進撃を止めた。苦戦する第5海兵連隊は、ひとつずつ洞穴陣地をつぶしていくこととして、ブルドーザーの刃をつけた戦車で入口を埋めたり、入口と出口を確認して、一方から野砲で砲弾を撃ち込み、退避する日本兵を反対側で待ち構えた海兵隊員が掃射するという地道な攻撃を行っていった。第346大隊の損害は次第に大きくなっていったが、それでも洞穴陣地を巧みに利用し、さらに海兵隊員の背後に回り込んで掃射し大損害を与えるなど執拗な戦闘を繰り返した。この第346大隊の巧みな戦闘をアメリカ軍は「トンネル式の内部は堅牢で、それを拠点にして日本軍は押せば退き、隙を見て斬りこむ巧妙、大胆な抵抗を続け、死ぬまで戦った。それはゲリラ戦そのものだった」と評した。
しかし、戦力差は如何ともしがたく、9月27日には第346大隊は壊滅状態となっていた。第5海兵連隊はマイクで「日本の兵隊さん、戦争してもつまらないから、止めようではありませんか」と日本語で呼びかけしたところ、84名の朝鮮人労務者と7名の日本人労務者が投降した。9月28日、大隊長の引野はわずかに生存していた大隊の主力を引き連れて、南西中央高地の奪還のために出撃したが、アメリカ軍の砲撃で全滅した。残った兵士も洞窟陣地と、水戸山南端のレーダー基地に立て籠もって抵抗したが、10月2日には玉砕し水戸山の戦闘は終わった。
また、第5海兵連隊は9月28日にペリリュー島北部にあるガブドス島に上陸作戦を行った。ガブドス島には、作りかけの小型機用の飛行場と日本軍の砲兵陣地があったため、砲兵陣地の制圧と飛行場を戦闘機用の飛行場として使用するための作戦であった。また飯田大隊の逆上陸成功もアメリカ軍に更なる日本軍の援軍到来の懸念を生じさせており、その防止の意味合いもあった。ガブドス島にも日本軍はトーチカを構築していたが平坦地であったため、戦艦ミシシッピを主力とする支援艦の艦砲射撃と航空爆撃と海兵隊の果敢な攻撃により程なく無力化され、日本軍は470名もの戦死者を出したのに対し、アメリカ軍の死傷者は約50名であった。
アメリカ軍の新たな作戦計画通り、中央の山岳地帯以外の地域については、第5海兵連隊と第1海兵連隊に代わった陸軍第321連隊によってほぼ制圧されたが、その後ファイブ・シスターズ陣地の攻略には劇的な進展はなく、攻撃した第7海兵連隊と陸軍第321連隊は第1海兵連隊と同様に日本軍の堅い守備に阻まれ損害だけが増えていた。そのような状況下で9月27日には、飛行場北端にある鉄筋コンクリート製の元日本軍司令部に置かれたリュパータス師団長の指揮所でアメリカ軍の勝利式典が行われた。北部山岳地帯での両軍による砲声が鳴り響く中で、式典は師団長と指揮下の連隊長と幕僚数名参席という簡単なものであったが、「勝利宣言」の直後の9月30日には第1海兵師団の死傷者は5,044名にも達しており、この後もこの島の戦闘は2ヶ月も続くことになる。
10月3日には島北部の掃討を終えた第5海兵連隊もファイブ・シスターズ陣地攻略に加わった。アメリカ軍は攻撃に先立って山岳地帯全体に激しい砲爆撃を加え、機関銃兵が援護射撃を行う中でライフル歩兵が高地の斜面を前進していくが、砲撃をやりすごした日本軍の迫撃砲や小火器がライフル歩兵に撃ちこまれ死傷者が続出し進撃が停止し、今度はアメリカ軍が迫撃砲で援護射撃を行う中で、ライフル歩兵が前進してきた道を後退していくといった戦闘が何日も繰り返された。陣地に籠る日本軍は片時も目を離さずにアメリカ軍を監視し、限られた弾薬を有効活用するよう最大限務めており、砲撃や射撃はアメリカ軍に最大限の損害を与えられると見極めた時に効果的に行われた。特に日本軍が狙撃してきたときは、ほぼ例外なく誰かに命中していると海兵隊員が恐怖するほど、日本軍の射撃に関する規律は見事であった。また日中は陣地に籠っていた日本兵は夜になると、アメリカ軍が夜襲警戒のために絶え間なく打ち上げている照明弾の一瞬の隙をついて、砲撃で倒れた樹木や岩陰を利用して音もなく忍び寄り、アメリカ兵に夜襲をかけてきた。その音もたてずに近づいてくる能力は、アメリカ兵にとっては恐怖の的であり、アメリカ軍は対策として暗くなったら塹壕から出ることを禁止し、2人1組となって、1名が寝ているときは別の1名が寝ずの番を行うといった対策をとったが、それでも死傷者が続出した。この10月3日にはペリリューの戦いで最高位の戦死者となった師団参謀のジョセフ・F・ハンキンス大佐が、前線視察中に日本軍の狙撃兵に胸を撃ち抜かれて戦死している。

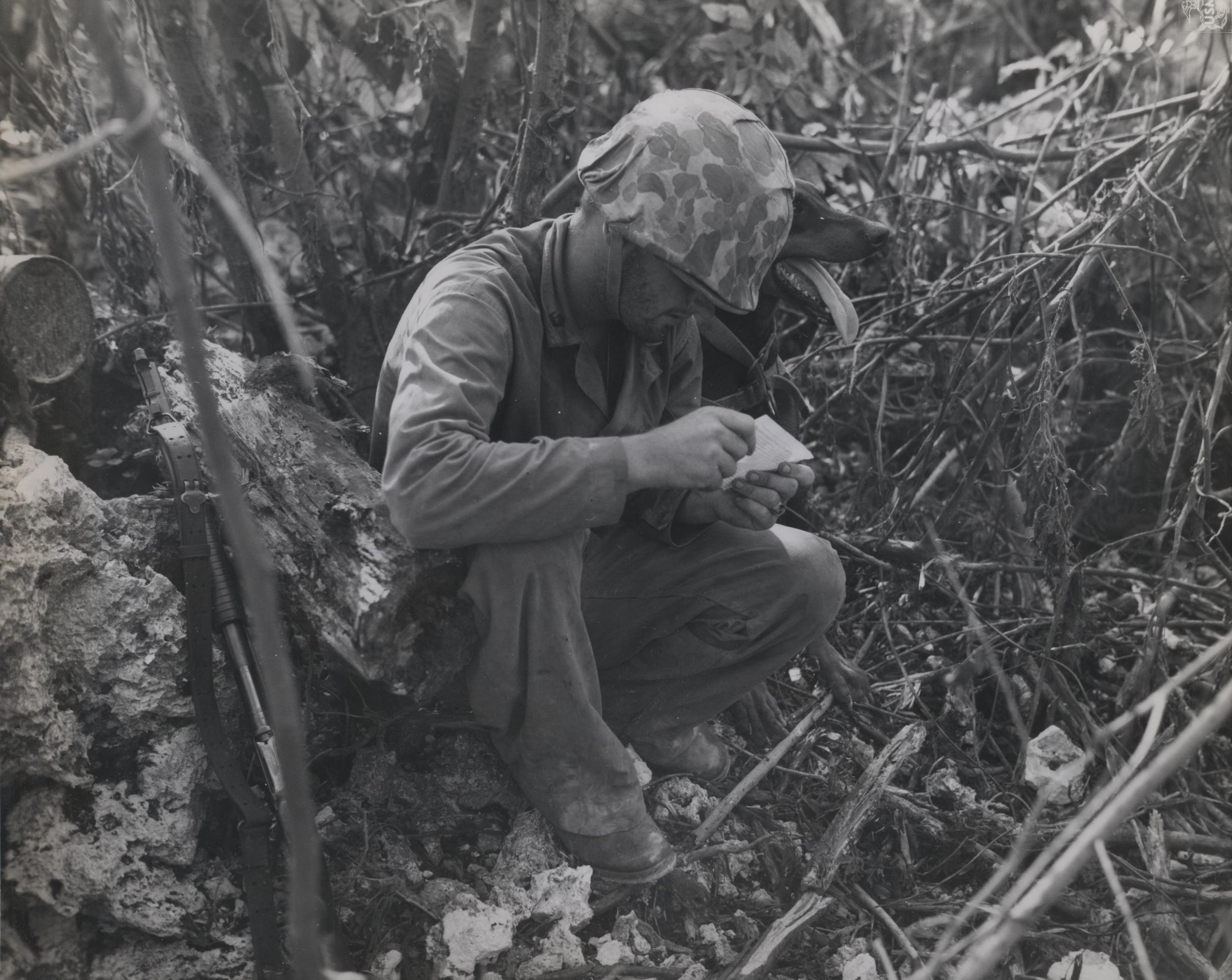
軍用犬が配達してきたメモを読む軍用犬ハンドラー（調教師）

中川大佐は、アメリカ軍に心理戦を仕掛けるつもりであったのか、アメリカ軍に対する降伏勧告文書を英語の達者な烏丸洋一中尉に作らせた。その内容は「勇敢なアメリカ軍兵士諸君、諸君らがこの島に上陸して以来、まことに気の毒である。悲惨な戦闘の中において、我が方はただ君たちに射撃を浴びせるだけで、水も与えられず相すまないと思っている。諸君は勇敢にその任務を果たした。今や武器を捨てて、白旗かハンカチを掲げて日本軍陣地に来たれ。喜んで諸君を迎え、できるだけの優遇をする。」といったものだった。中川大佐はこのビラを斬り込み隊に持たせアメリカ軍の陣地にばら撒いたが、アメリカ軍はその意趣返しか数日後に日本軍への降伏勧告のビラを大量に航空機からばら撒いている。しかし、両軍ともビラに書かれた指示を実践し降伏する兵士はいなかった。
10月に入ってから、それまで異常気象でずっと晴天であったペリリュー島にも雨が降り始めた。極暑と乾きの中で戦っていた両軍にとっては恵みの雨となったが、アメリカ軍にとっては、視界が不良になったり足元がぬかるむため、恵みばかりとは言えなかった。更に風雨が強まり、航空支援や補給物資の輸送にも影響が出るようになり、補給が滞るようになった。そのため、第1海兵師団の補給物資の揚陸や輸送の責任者であった中佐がその重責に耐えられず拳銃自殺を遂げている。10月4日にはペリリュー島に台風が接近したため、井上中将はその嵐の中を突いてパラオ各島から飯田大隊に続く増援を送ろうと画策したが、増援を懸念していたアメリカ軍の徹底した船舶への攻撃により、部隊を海上輸送するだけの船舶を集めることができず断念せざるを得なかった。同日、日本軍呼称「水府山」山頂へ米軍が進出したが守備隊の抵抗により米軍部隊は壊滅、撃退され日本軍呼称「大山」にも戦車が伴った米軍部隊が攻撃をかけてきたがそれを撃退した上戦車2両を撃破した。
10月5日には第7海兵連隊が総力をかけた最後の攻撃を行った。その結果、第7海兵連隊は既に撤退している第1海兵連隊に匹敵する1,497名の死傷者を出した。強襲部隊としては既に部隊としての体を成しておらず、攻撃失敗後に、第1海兵師団で最後に残った第5海兵連隊と交代しファイブ・シスターズ陣地攻略の任を解かれた。また10月1日には海兵第1師団の唯一の戦車隊であった第1戦車大隊も損害蓄積により撤退させられている。10月6日には水府山で、7日には観測山で日本軍守備隊は、攻撃してきた米軍を撃退している。この日は天皇から4回目の嘉尚を受けるとともに、14師団が以前所属していた関東軍司令官から激励電報が届いている。10月10日ごろ、米軍が水府山に攻撃を仕掛け守備隊は、これを支えきれず11日に水府山は米軍の手に落ちた。12日には、米軍は大山に攻撃してきたが、守備隊はこれを撃退した。同日海軍の陸攻1機がペリリュー飛行場を空襲した。しかしこのころになると日本軍側の攻撃に変化が見られるようになり、それまでは激しい砲撃と銃撃がアメリカ軍に浴びせられていたが、攻撃は散発的になり、より確実性を求めるようになっていた。日本軍の火砲は所定の成果を挙げると射撃を止めるようになり、戦場に奇妙な静寂が訪れた。日本軍も苦しんでおり、既に戦死者行方不明者は9,000名を超え、10月13日時点で中川大佐が掌握していた兵員は1,150名に過ぎなかった。
第5海兵連隊と陸軍第321連隊は日本軍をファイブ・シスターズ陣地を中心とした東西300m、南北450mの狭い地域に包囲することに成功していた。10月14日、米軍は日本軍呼称「大山」、「南征山」などに爆撃を行ったのち、攻撃をかけた。この攻撃によって天山北部が奪取され、東山が陥落した。しかしこの攻撃によって第5海兵連隊も限界に達しており、10月15日にペリリュー島を離れることとなった。損害は第1海兵師団の中でもっとも少なかったとは言え1,378名に達していた。第5海兵連隊の撤退により、第1海兵師団の全兵力はペリリュー島から去ることとなった。10月17日には、ウルシー、アンガウルより来た米陸軍と元いた海兵隊が南征山に攻撃を仕掛けて来たが守備隊はこれを撃退した。18日には、米軍1個連隊が北部から攻撃を仕掛けて来た。特に南征山は東山から1個大隊と戦車が進出してき、これに加えて北側から20メートルの崖に梯子をかけて登ってきた。これによって南征山北部が奪取されたが、守備隊は、進出してきた米軍に集中射撃を浴びせ逆襲を行い陣地を奪回、米軍を撃退した。21日に米軍1個連隊が南征山に再攻撃を仕掛けてき、守備隊は攻撃に持ちこたえられず、23日までに南征山はほとんど奪取され、逆襲も失敗した。同日にはペリリュー島の攻略は完全に陸軍に引き継がれることとなり、「激しくて短い戦い」と宣言したリュパータス師団長も飛行機でペリリュー島を後にしたが、宣言通り第1海兵師団単独で短期間に攻略できなかったという悔しさよりむしろ、地獄の戦場を後にできるという安堵の表情であったと言う。海兵隊からペリリューの攻略を引き継いだポール・J・ミューラー陸軍少将は包囲網を時間をかけて慎重に縮めていくことで、これ以上の人員の消耗を避ける戦術を取ろうとした。またアメリカ軍は新たな戦術として、ペリリュー島にふんだんにある珊瑚質の砂を利用し、土嚢袋を前線まで運び、車両が入れない狭い道などでは土嚢に砂を詰めると、兵士は土嚢ごと前進し日本軍の攻撃から防御する戦術を行い始めた。この戦術は有効であり、日本軍の小火器や砲弾の破片による損害を減少させた。また日本軍陣地をナパーム弾や火炎放射器や時にはガソリンを直接流し込んで焼き払い、爆薬で爆破し着実に攻略していった。

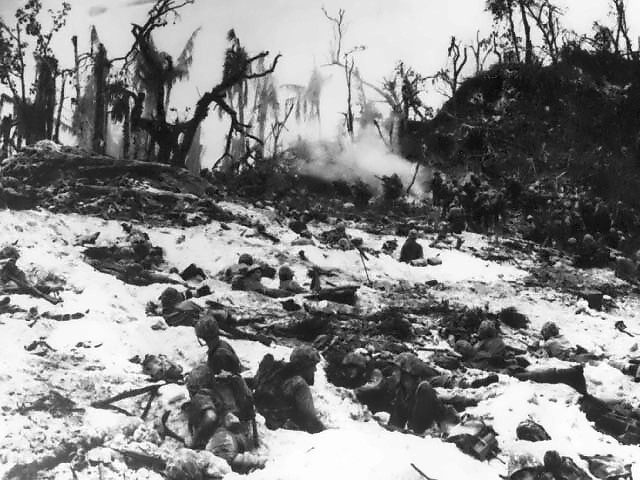
日本軍の洞窟陣地を攻撃する海兵隊歩兵

包囲されている日本軍は10月17日にペリリュー島唯一の水源である池をアメリカ軍に奪われていた。そのため水不足が深刻化し、日本軍は決死隊を編成し夜陰に紛れて水汲みに出かけたが、アメリカ軍はそれを重機関銃で狙い撃って、日本軍は百数十名の死者を出すこととなってしまった。ついにアメリカ軍は10月28日には水源を鉄条網で囲い完全に遮断し、日本軍は乾きに苦しむこととなった。そのような状況の中で10月21日には昭和天皇から6回目の嘉賞を受け、10月23日には連合艦隊司令長官から感状も授与され士気は大いに高まったが、10月末時点で中川大佐が掌握していた兵力はわずか500名にまで減っていた。一方で、10月25日には包囲網を縮める戦いを行ってきた陸軍第321連隊が死傷者615名に達したため、陸軍第323連隊と交代した。アメリカ軍は次々と新戦力を投入してくるのに対し、日本軍は増援も補給もなく次第に追い詰められていった。
それでも日本軍は最後まで高い戦意を維持し戦い続け、攻撃する第323連隊はたびたび苦杯をなめさせられた。撤退した海兵隊戦車隊の代わりに投入された陸軍の戦車隊は、対戦車火器のない日本軍を侮って警戒なしに進んできたが、日本軍はまだ保有していた航空爆弾に工兵隊が電気爆破装置を装着して簡易地雷として埋設、戦車がその上を通過したタイミングで爆破するという作戦でたちまち3輌のM4戦車を撃破し70名以上のアメリカ兵を殺傷している。この工兵隊の善戦によってアメリカ軍の進撃はさらに慎重となって、ブルドーザーで埋没地雷を除去しながら、戦車と歩兵が連携してゆっくりと進撃してくるようになった。11月2日には、米軍2個連隊が攻撃を開始し大山南部が奪取された。
11月に入って8日までは再び訪れた台風で小休止となった。13日に、米軍は攻撃を開始し戦車と火炎放射器によって陣地はさらに圧縮されて行き全守備隊は、大山周辺に集結するに至った。その後は中川大佐の司令部洞窟のある大山を巡って最後の激しい戦いが続けられた。大山の周辺は急峻な地形であり、車両が近づけず、アメリカ軍は戦車や火炎放射器での攻撃ができなかった。11月22日には米軍1個連隊が攻撃を仕掛けてきた。そのうちの一部が崖をよじ登り主陣地まで侵入してきたが守備隊はこれを撃退した。この戦いの中で10月17日に日本軍の狙撃兵は、第323連隊第1大隊長レイモンド・S・ゲイツ中佐を仕留めている。ゲイツ中佐はペリリュー島の戦いにおける陸軍での最高位の戦死者となった。

### 日本軍守備隊玉砕

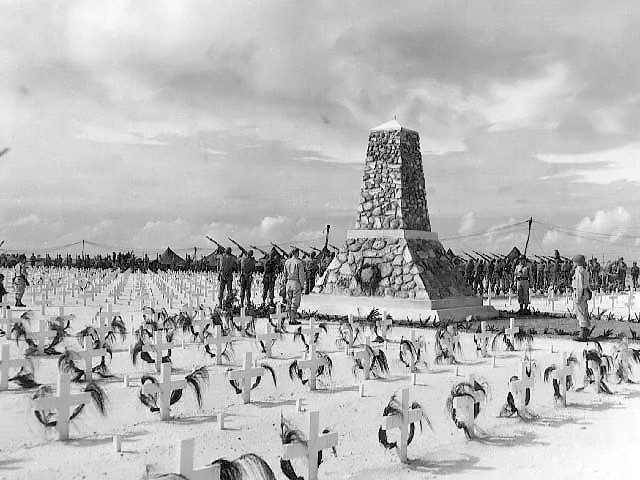
1944年12月27日ペリリュー戦での戦死者を弔う墓地で行われた記念式典

ペリリュー島上陸と同日にマッカーサーが率いる南西太平洋方面軍の陸軍部隊がモロタイ島に上陸し、ニミッツの海軍主体の中部太平洋方面軍との間で張り合う格好だったが、モロタイ島攻略は米側死傷者44名と軽微な損害だけで簡単に終了した。海兵隊がペリリュー島から交代したころには、アメリカ軍のフィリピン攻略の中継地点にモロタイ島が利用されており、レイテ沖海戦が行われていて、日米の主要な戦場は既にフィリピンに移っていた。アメリカ海軍のマッカーサーへの対抗上からも、また海兵隊のアメリカ軍部内での存在意義を示す（つまり「敵前強行上陸を行って前進根拠地を確保する戦力である」と証明する）意味からも、早期攻略がなし得なかったことでアメリカ軍にとってのペリリュー攻略は、もう戦略的価値はなくなっていた。
井上はペリリュー島の支援を諦めておらず、漁師など水泳が達者なもので編成した海上遊撃隊の出撃の機会をうかがっていた。海上遊撃隊はパラオへのアメリカ軍の進攻の懸念が高まった1944年7月に編成されて、隊員が泳いで敵艦に近づき、爆薬をしかけて撃沈するという任務を命じられており、歩兵第59連隊の君島文夫少尉ら3名の少尉が指揮官に任じられて第14師団直轄となり、参謀長の多田から攻撃方法の研究をするように命じられ、コロール島で攻撃法の研究と訓練を繰り返していた。その後出撃機会に恵まれないなかで一旦は解隊されたが、井上はペリリュー島支援のため、11月2日に海上遊撃隊の再編制を命じ、より規模を拡大して、指揮官を小久保荘三郎少佐として、第15連隊田村竹男大尉率いる第1海上遊撃隊150名と、歩兵第59連隊の柳沢巳末男中尉率いる第2海上遊撃隊150名の2隊合計300名となった。田村隊はマカラカル島、柳沢隊はウルクターブル島に配置し、戦術も敵艦への破壊工作から、敵艦や敵基地に乗り込んで急襲するといった日本軍得意の斬り込み夜襲戦法に変更された。
準備が整ったところで小久保は早速、第2海上遊撃隊にガラコン島（現ゲロン島）の攻撃を命じた。攻撃を命じられたのは、以前ガラコン島に配置されていたこともあった高垣勘二少尉と9名の兵士であったが、高垣らは9月にガラコン島から本隊のいるペリリュー島に合流せよと命じられながらも、既にペリリュー島はアメリカ軍艦艇に包囲されており合流を断念、またガラコン島にもアメリカ軍の侵攻の懸念が高まったことから、わずか1個小隊では防衛は不可能と判断した高垣が独断でパラオ本島に撤退したという経緯があった。その後、ガラコン島はアメリカ軍に占領されて、師団司令部は高垣の独断撤退を「敵前逃亡」と見なして激怒したが、軍法会議にかけることなく汚名返上の意味を込めて、無断撤退したガラコン島の攻撃を命じたものであった。11月8日深夜、高垣隊は筏を漕いでガラコン島に上陸、島には中隊規模のアメリカ軍が駐留していたが、わずか9名の高垣隊は夜襲に成功し、アメリカ兵が就寝中の兵舎を襲撃して9名のアメリカ兵を殺傷、野砲や探照灯といった物資を多数撃破、また武器も鹵獲すると3名の戦死者を出しながら高垣と6名の将兵は無事にウルクターブル島に帰還した。高垣隊はこの活躍で天皇からご嘉賞を下賜された。この海上遊撃隊による攻撃は終戦直前の1945年6月まで継続的に行われて、アメリカ軍に大損害を与えている。
11月15日にパラオ本島の第14師団司令部から中川に、天皇から11回目のご嘉賞の言葉があったことが伝えられたが、これは日本陸軍史上で前例のないことであった。東京の大本営においても、この頃は「まだペリリューはがんばっているか」が朝の挨拶代わりになっていたという。副官の根本は「もう天皇に対する忠誠は尽くした」として最後の突撃を中川に進言したが、中川はそれでも「最後まで務めは果たさなければならない」として、引き続き持久戦を指示した。
11月22日にはアメリカ軍が陣地前数百ｍまで迫ってきており、中川は最後が近づいたと考えて第14師団司令部に下記の電文を発信した。
11月24日にはついに司令部陣地の兵力弾薬もほとんど底を突き、アメリカ軍が司令部壕から10数ｍまで迫ると、司令部は玉砕を決定、中川は第14師団に「1、敵ハ22日来ワガ主陣地中枢ニ侵入、昨23日各陣地ニオイテ戦闘シツツアリ本24日以降特ニ状況切迫陣地保持ハ困難ニ至ル」から始まり「4、将兵一同聖寿ノ万歳三唱皇運ノ弥栄ヲ祈念シ奉ル　集団ノマスマスノ発展ヲ祈ル」「5、歩2電171号中ゴ嘉尚ヲ11回ト訂正サレタシ」で締めた決別の電報を発信させた。
中川はわずかに生き残った将兵を集めると「根本大尉の指示で各個の遊撃戦を継続するよう」という訓示を行い、司令部地下壕内で第14師団派遣参謀村井権治郎少将と、逆上陸して最後まで中川と行動を共にした歩兵第15連隊第2大隊長の飯田の3人で自決を遂げた。司令部の通信隊員久野馨伍長は、中川らが自決に向かうのを見て、通信電源の中途断絶も覚悟して最後の電文を打電した。
この電文を受信した第14師団通信隊無線分隊伊藤敬人分隊長以下の分隊員たちは、11月22日の「右ノ場合「サクラ」ヲ連送スル」という電文から、この「サクラサクラサクラ」がペリリュー守備隊最後の打電だと認識して、抱き合って泣いたという。残された根本は、55名の残存兵力を率いてアメリカ軍飛行場破壊を目的に夜襲をかけたが、殆ど徒手空拳でありアメリカ軍陣地を突破することはできず、11月27日には全員玉砕した。
こうして日本軍の組織的抵抗は終わり、11月27日、ついにアメリカ軍はペリリュー島の占領を果たすこととなった。南カロリン諸島の司令官J・W・リーブス少将は「ペリリュー島で、予定を大幅に超過したものの、敵の組織的抵抗を崩壊させて、作戦を成功に導けたことに心からお祝い申し上げる。」と第81歩兵師団（ワイルド・キャット師団）に労いの言葉をかけたが、第1海兵師団リュパータス師団長の「激しいが短い、長くて4日」の作戦は結果として73日もかかったことになった。
戦闘終了後、ワイルド・キャット師団の兵士が、最後の最後まで激しく抵抗した日本軍の司令部壕に恐る恐る入ると、中川大佐と村井少将の遺体を発見した。二人の遺体は所持品により確認され、敬意をもって丁重に埋葬された。ワイルドキャット師団のペリリューの戦闘報告書には「日本軍守備隊は、祖国のために、全員忠実に戦死せり」と書かれた。
ペリリューから撤退した第1海兵師団はパヴヴ島で休養と再編成中であったがその中にはリュパータス師団長はいなかった。個人的に親しいヴァンデグリフト海兵隊総司令の配慮により海兵隊学校の校長に任命されアメリカ本土に帰還していた。実際は第一線の実戦部隊指揮官からの明らかな更迭で、リュパータスの軍歴の終わりを意味していたが、ヴァンデグリフトはかつての部下のプライドを慮り、ペリリュー島での労を労う意味合いで作戦功労勲章を授与した。しかし第1海兵師団の中でリュパータスの離任を嘆くものはほとんどいなかった。リュパータスはその後、ペリリューの回顧録を書く間もなく、後任の師団長に率いられた第1海兵師団が沖縄に向かっている途中の1945年3月26日に心臓発作で急死している。
ペリリュー守備隊の異例の奮闘に対して昭和天皇から嘉賞11度、上級司令部から感状3度が与えられ、中川は死後に2階級特進し陸軍中将となった。
司令部全滅後も他の陣地に籠っていた関口中尉以下50名がアメリカ軍の掃討作戦をかわし遊撃戦を展開した。1945年1月には関口中尉が戦死し、山口少尉を最高位として34名が生き残った。その34名はアメリカ軍の食糧貯蔵庫を襲撃し3年分の食糧を確保すると、奪取したU.S.M1カービンを使いやすいように改造して武装したり、アメリカ軍の軍装を洗濯工場から奪取して着用するなど、アメリカ軍から奪取した物資や手作りの生活用品を用いながら2年近く洞窟内で生きながらえたが、1947年4月22日に第四艦隊参謀長澄川道男少将の誘導により米軍に帰順した。この生き残りの34人は後に「三十四会」（みとしかい）という戦友会を結成している。最後の一人が2019年11月4日に亡くなった。

## ペリリュー戦への評価

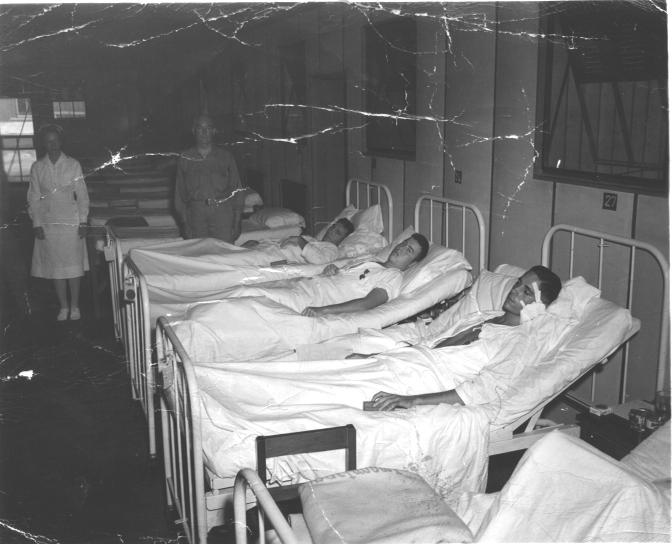
野戦病院で治療を受けるアメリカ軍戦傷者

アメリカ海兵隊の評価は「日本軍はアメリカ軍に多大な犠牲を負わせることによって、長期に渡る遅滞・流血戦術を実行することに成功した。ペリリューで被った多大なコストは、日本に向けて太平洋を進む連合軍に大きな警鐘を鳴らした。海空で圧倒的優勢であり、莫大な量の艦砲射撃やナパーム弾を含む爆撃と4倍にもなる兵力差であったにも拘わらず、日本兵1名の戦死ごとにアメリカ兵1名の死傷と1,589発の重火器および小火器の弾薬を要した。この戦いは数か月後には硫黄島と沖縄での、日本軍の見事に指揮された防御戦術に繋がることとなった。」と中川大佐による、アメリカ軍になるべく多くの出血を強い、長い期間ペリリュー島に足止めする作戦が成功し、日本軍の頑強な抵抗が、後の硫黄島戦と沖縄戦の前哨戦となったと評価している。
アメリカ軍内では日本軍の頑強な抵抗への評価が高い一方で、ペリリュー島攻略のメリットがその莫大な損失に見合うものだったのか？と言う疑問が今日でも投げかけられている。
陸軍第323連隊が無血占領したウルシー環礁が天然の良港で、ペリリュー島より遥かに基地を構築するのに非常に適した島であり、アメリカ海軍はここに巨大な前線基地を構築し、その後の硫黄島戦や沖縄戦での重要な拠点となった。一方、当初の目的であったフィリピン戦への航空支援基地としての役割についても、ペリリュー島の飛行場が整備されフィリピンへの支援ができるようになったのはダグラス・マッカーサーがレイテ島に上陸してから1ヶ月も経った後のことであり、その時点では大きな戦略的価値を失っていた。そのため、アメリカ国内においても、ペリリュー戦はほとんど顧みられることはなく、同時期に行われたフィリピン戦やヨーロッパ戦線のマーケット・ガーデン作戦などのニュースが新聞紙面を飾っていた。第1海兵師団戦史担当者も「激しく戦って、たくさんやられて、見返りが少ない。第一海兵師団ではいつものことだよ。」と自虐気味に振り返っている。
アメリカ軍高官の中でも第3艦隊のウィリアム・ハルゼー提督が「（パラオの攻略は）あまりに価値に見合わない対価を払わされたと考えている。」と当初からペリリュー島を含むパラオ攻略に反対であった自分の考えは正しかったと主張し、上陸部隊を艦砲射撃で支援したオルデンドルフ少将も「パラオ攻略作戦は疑問の余地なく実施されるべきではなかった。」と辛辣な評価をしている。また、ダグラス・マッカーサー元帥は、海兵第1師団の上陸直前に「海兵隊諸君の勝利は、フィリピン上陸作戦の成功をより確固たるものにするはずであり、私は海軍ならびに海兵隊諸君らの作戦に全幅の信頼を置くものである。」と録音にて全軍に演説した程に作戦当初は入れ込んでいたが、回顧録では自らの南西太平洋部隊のモロタイ上陸とニミッツ提督の中部太平洋部隊のペリリュー上陸が1944年9月15日に同時敢行されたことに触れ「わが地上兵力の損害は44人…、この成果をわずかな損害で上げえたことをよろこぶ。＜中略＞。一方、中部太平洋ではそれほど運がよくなく、パラオ諸島攻略に8,000名以上の死傷者を出した。」と振り返っている。
一方でステールメイトII作戦の最高責任者であった太平洋方面軍司令チェスター・ニミッツ元帥は「ペリリュー島の複雑きわまる防備に打ち勝つには、アメリカの歴史におけるほかのどんな上陸作戦にも見られなかった最高の戦闘損害比率（約40％）を甘受しなければならなかった」と苦戦を率直に認めながらも、「（ペリリュー島の利便が）2,000名の戦死者を含む10,000名のアメリカ軍死傷者に見合うものであったかどうかについては疑問の余地があるかも知れないが、一方、パラオが日本軍の手に完全に残された場合、マッカーサーのフィリピン進撃に対して真の脅威になったであろうことには疑問の余地はない。」とその意義を強調している。
ペリリュー戦で実際に戦った兵士の感想として、負傷したトム・ボイル二等兵は、ペリリュー戦の意義を戦後50年近く経ってから「人生締めくくりの今に振り返ってみるとそれなりに貴重な体験だった。でも惨めな体験でもあった。でも、あまり誰にでも勧められるものではないよ。なぜなら生き残ることが難しいからね」と回想している。

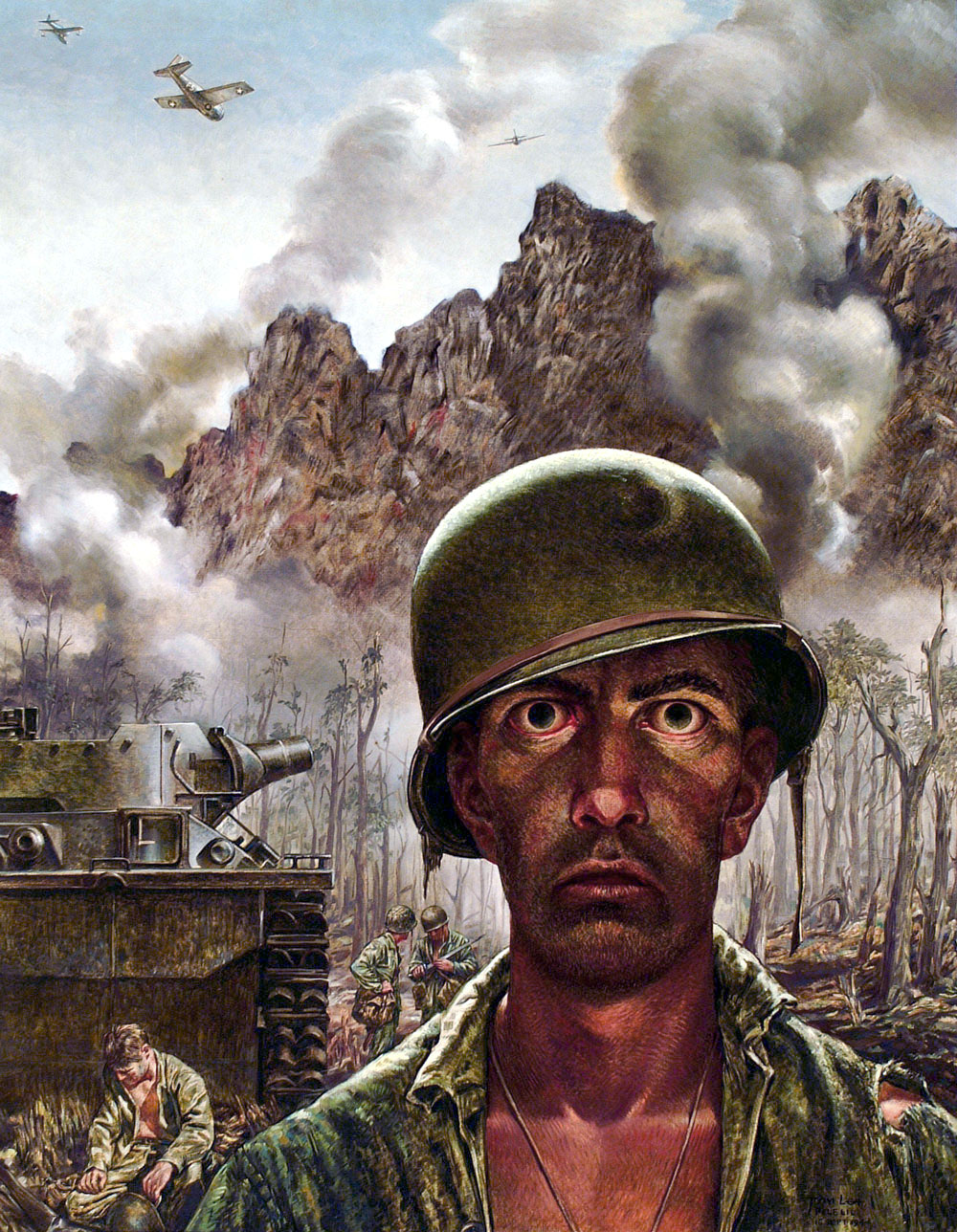
ペリリュー島に従軍した従軍画家トム・リーによる作品『2000ヤードの凝視』

## 両軍の損害
日本軍（軍属を含む）
- 戦死者 10,022名[1][110]～10,695名[111]
- 戦傷者 446名（生存者を含む）[1][110]。生還できたのは、残存者34名と捕虜302名。捕虜の多くは朝鮮出身の軍属で、戦闘開始早々に米軍に投降した。実際の戦闘員で捕虜になったのは負傷などで体の自由がきかなかった14名のみ[112]。

アメリカ軍
- 戦死者1,684[1]～2,336名[113][3][4][114][6]
- 戦傷者7,160[1]～8,450名[115][3][4][116][6]

- 戦病者 数千名。第81歩兵師団だけで2,500名以上、第1海兵師団も含めると5,000名以上いるという説がある[117]。1万人を超えるとする説もある[118]。

## ペリリュー島の島民
ペリリュー島には1943年6月末の段階で民間人1,060名（日本人160名、朝鮮人1名、現地住民899名）が平地の多い南部を中心に居住していたが、ミッドウェー海戦後の空母不足を島嶼基地航空部隊で補う方針が採られ、飛行場拡充・防備の強化に伴い防諜の観点から、1943年9月から1944年8月にかけて島民はパラオ本島とコロール島に疎開させられたので、戦闘による死傷者は出なかった。
現地住民の被害が少なかったことは、美談として毎日新聞のコラムなどで掲載されたといわれる（毎日新聞社から出版された舩坂弘の著作「サクラサクラ」1966年か）。
陣地構築にかり出された島民たちはすっかりと日本兵と意気投合し、中川は島民の代表から「一緒に戦わせて欲しい」との申し出を受けたが、中川は「貴様らと一緒にわれわれ帝国陸軍が戦えると思うか！」と拒否している。島民は、見せ掛けの友情だったのかと失意の中、ペリリュー島北部のガラコル波止場で疎開のために日本軍が準備した大発動艇に乗り込んだが、大発が島を離れた瞬間、その地区の日本兵全員が手を振って浜へ走り出てきた。中には軍帽を振ったり、陣地構築作業中に一緒に歌った即興の歌を合唱しながら見送る兵士たちもいた。その様子をみた島民たちは、日本軍に抱いた不信感は誤解であり、信頼に足る日本軍人たちであったと理解したという。
戦後、疎開させられた島民の一部は、南部が廃墟となったため北部に帰ってきて定住したが、戻れなかった島民と子孫1,600名が、土地所有権の絡みでペリリュー出身であると主張している。
当時の日本による教育を受けていた島民は現在でも日本語を話すことができ、また単語単位であれば若者にも日本語が通じる場合がある。
日本からの援助で購入されたコロールとの連絡船は、「YAMATO」と命名されている。また、ペリリューに桜は咲かないが、日本をイメージする「サクラ」という言葉には人気があり、スポーツチームの名前等にも使用されている。

## 伝承など

### ペリリューのジャンヌ・ダルク伝説
「ペリリュー島の激戦場で、若い日本女性がアメリカ軍海兵隊に機関銃を乱射して86名を殺傷したのちに玉砕した」という伝承がペリリュー島で語り継がれているとされる。それを最初に日本で紹介したのは戦記作家の児島襄とされ、「最後の1兵は女性だった、と語り伝えられるペリリュー島日本守備隊の奮戦記」という戦記文で、その場に居合わせたアメリカ軍海兵隊員スキー軍曹から目撃談を聞いたバート・尾形という日系人の「彼女は丘の上に孤立し、三方から海兵隊に包囲された。そのとき、彼女は機関銃を乱射した。その機銃座の抵抗は激しく、海兵隊の死傷は86人をかぞえた。スキー軍曹も攻撃隊に加わっていたが、あまりにも激しい射撃に斜面にへばりついた」「ついに決死隊が募集され、戦車の援護射撃で相手の注意をひいている間に、背後に迂回しやっと射殺した。勇敢な日本兵に敬意を表すべく近づくと、破れた軍服からのぞく肌の白さに女性とわかり、深い感銘を受けた」という証言を紹介している。その後にこの女性は「ペリリューのジャンヌ・ダルク」とも呼ばれ、書籍が出版されたり、伝承に基づいたテレビドラマ『命ある限り戦え、そして生き抜くんだ』が放映されたりした。
児島の調査により、この伝承のモデルとなった女性はコロール島で開業していた一流料亭「鶴の屋」の芸者「久松」と判明している。「久松」は独立歩兵第346大隊長引野通廣少佐と恋仲になったが、アメリカ軍の侵攻が迫り、日本人居留民は日本内地への引揚が命じられると、「久松」は引野と「一緒に死にたい」と言い張って内地への引揚を拒否している。やがて引野は独立歩兵第346大隊を連れてペリリュー島に派遣されることとなったが、「久松」は引野と一緒に行くと引かず、結局引野は「久松」を当番兵として連れていくことにしたという。「久松」は女性とわからないように髪を切り、男物の軍服を着たが、その様子を同じ独立歩兵第346大隊ながらコロール島に残ることとなった中尾清元曹長が見ており、児島に「戦闘帽の下の美しい黒目をうるませて別れを告げた久松の姿が今も目に焼き付いている」と話している。
歴史家の秦郁彦もこの伝承について調査をしており、ペリリュー島についての著作もある元日本陸軍軍人舩坂弘が取材の過程で、第2海上遊撃隊小隊長の高垣少尉らがペリリュー島のガルコル波止場で上陸しようとしていた「久松」を見つけ、引野と「久松」の関係を知っていた高垣らは事情を察しつつも、「久松」の身を案じて見過ごすことはできないと、すぐにコロール島に引き返すように説得したが、そこに現れた引野が高垣を殴って「久松」を上陸させたという話を、その場に居合わせた高垣の部下将兵から聞いたと著書で記述している。また、秦はコロール島にも赴き、地元のガイドで日系人のイチカワ・タダシからも「久松」に関する証言を得ている。その証言によると「「久松」の出身は不明であるが、「久松」は源氏名で本名は梅野セツであり、色白で丸顔の長髪で身長が5尺（151cm）ぐらい」「父親ぐらいの将校（引野と久松の年齢差は30歳ぐらい）に身請けされ、その将校を追ってペリリュー島に渡ったという噂を聞いたが、久松の性格なら不思議はないと思った」「身の回りのものを同輩に分け、理髪店で髪を切り、誰かにゲートルの巻き方を習い、地下足袋を履いて出陣した」「彼女は機関銃でアメリカ兵を撃ちまくり、重症のまま病院に運ばれて2週間後に死んだとペリリュー島の住人から聞いた」ということであった。
また歩兵第二連隊所属 森島一等兵は、将校専属の慰安婦一名が最後まで島に残り、軍服を着用して釣りをする姿を目撃している。同連隊生還者の飯島上等兵も、米軍がたてた十字架墓を島北端の電信所付近（日本軍呼称水戸山）で目撃している。投降後、飯島が米兵に聞くと、手榴弾を投擲して米軍を足止めした日本軍女性兵士の墓という回答があった。ペリリュー島で最後まで生き残った山口以下34名の将兵のなかにも、軍服姿の女性が海岸で釣りをしているのを目撃した者もおり、戦後に捕虜になったときにアメリカ兵から「北地区で最後まで戦って死んだ女兵士がいたそう」という噂を聞かされて思い当たるふしがあったという。
しかし、どの証言にしても伝承の域は超えず、秦はアメリカ海兵隊やその戦友会にも取材したが成果はなく、また、引野と戦死数日前まで行動を共にしながら、引野から、大隊の功績名簿を持ってコロールの司令部に戦況を報告するよう命令されて生還した大隊本部人事係宮本茂夫軍曹の遺稿にも、当番兵として引野に寄り添っていたはずの「久松」に関する話は一切出てこない。引野は「私は祖国のためにペリリューを守り抜いて死ぬ」と断言しており、部下将兵からの信頼も厚く、秦は引野が女連れであれば、ここまで部下将兵に信頼されていなかったのではとの思いを抱いている。引野は宮本をコロールに出発させたあと、1944年9月28日頃に籠っていた水戸山の陣地から出撃して南西中央高地奪還を試みて突撃したが、アメリカ軍の砲火で負傷し、その後に自決したと推測されている。結局「久松」がペリリュー島に渡って戦って戦死したという確証は得られなかったが、「久松」こと梅野セツとコロールで親交があった従軍看護婦が2008年時点で健在ということが判明し、秦はその看護婦から「久松」の写真を入手し、実在については確認している。
これら女性兵士に関する諸証言の基となった可能性のある3つのエピソードが存在する。
- ペリリューの戦いが始まる2ヶ月前のサイパンの戦いをレポートした前節上掲ロバート・シャーロッド著「サイパン」1951年邦訳出版（訳者中野五郎）p307に、サイパンの在留邦人女性がアメリカ軍部隊に向け小銃を乱射し、最後に足を撃ち抜かれ野戦病院に収容された話が掲載されている。
- 同じくサイパンの戦いで自決を試み重傷を負うもアメリカ軍に救助された従軍看護婦の菅野静子（菅野は戦闘に参加していないが鉄帽を被っていたため女兵士と誤認された）が“サイパンのジャンヌ・ダルク”と1944年7月25日付ニューヨーク・ヘラルド・トリビューンで報道されたことが週刊新潮昭和34年8月24日号に掲載されているそうである（出典1959年菅野著「サイパン島の最期」編集後記）
- エニウェトクの戦いで椰子の樹上からアメリカ兵を狙撃した日本軍の女性兵士がいた。その女性兵士は捕虜となって空母フランクリンに乗せられてハワイの捕虜収容所に運ばれたとニューヨーク・タイムズに報道されている[132]。

### ペ島の桜を讃える歌
名越二荒之助によれば、パラオ共和国が誕生した時、同島出身の人らによってペリリュー島における日本軍の勇戦を讃える「ペ島の桜を讃える歌」（作詞：同島出身のジョージ・シゲオとオキヤマ・トヨミ 作曲:同島小学校副校長ウィンティ）がつくられ、今に歌い継がれている。
名越の記述は舩坂弘著『血風ペリリュー島』（1981年、叢文社）から引用されたものとされるが、舩坂本では「作詞:沖山トヨミ・庄子シゲオ 作曲:同島小学校副校長ウィンティ 監修:舩坂恵子・蜂巣一郎 指導:舩坂弘」と記述され、日本人による「監修」・「指導」があったことが明らかにされているが名越の本では省略されている。なお、舩坂弘の『血風ペリリュー島』は2000年に「ペリリュー島玉砕戦」と改題され出版されたが、ペリリュー島の桜を讃える歌についての記述は削除されている。
「ペ島の桜を讃える歌」は後述のサンケイ新聞社の住田良能記者による1978年のペリリュー島取材時に記録された「緑の島の墓」（作詞:小学校副校長ウィンティー・トンミ 作曲:妻のアントニア）と曲（メロディー）が同じである。このことから1981年の舩坂本に書かれた「ペ島の桜を讃える歌」は1978年以前に作られていた「緑の島の墓」の曲を使いまわし、作詞は舩坂によってなされたともいわれる。
日本会議事業センターが2005年に製作したDVD『天翔る青春ー日本を愛した勇士たち』には、パラオの人々が「ペ島の桜を讃える歌」を歌う映像が収録されている。

### ニミッツ提督作の詩文

#### 名越二荒之助による紹介

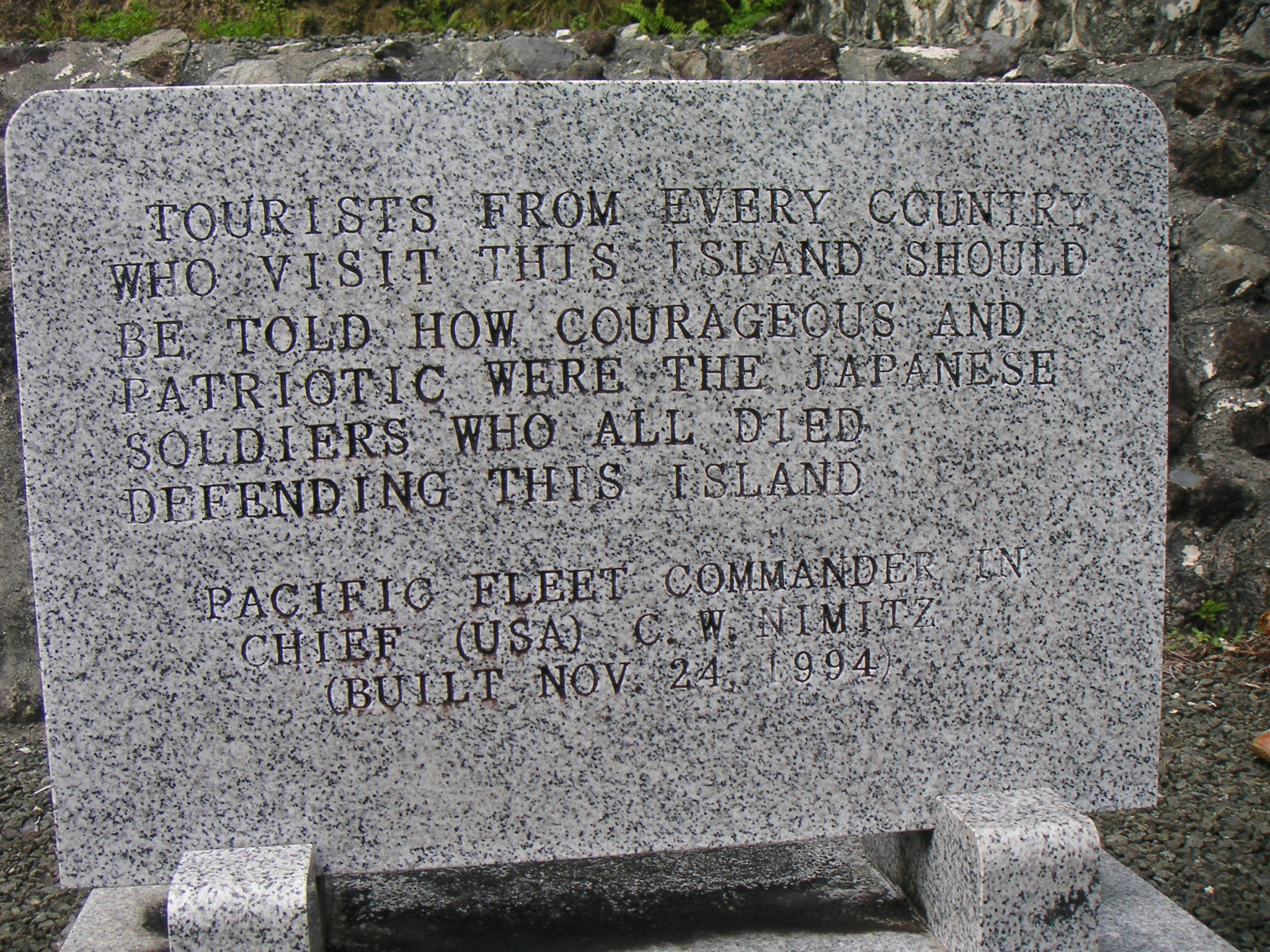
“ニミッツ提督の作”と名越二荒之助が提示した詩文

1982年に建築されたペリリュー神社内に1994年に建立された石碑には、ステールメイトII作戦の指揮官であったチェスター・ニミッツの詩文とされる文字列が彫り込まれている。
名越二荒之助の著作で有名になったこの日本語で書かれた詩文は、名越によれば、ペリリュー神社境内の掲示板に書き込まれていたものを名越が見つけたとしている。
名越はこの詩文のオリジナルである英文を探そうと他の人に頼み、ついに浦茂（元陸軍中佐。宮城事件ではクーデター計画作成に関与・戦後航空幕僚長・退職後ロッキード社の代理店の丸紅顧問）が1984年に渡米し、ニミッツの資料を求めてアナポリス海軍兵学校を訪れた時、教官からニミッツの詩として伝えられたものとして、英文を提示した。

#### 舩坂弘の著書との比較
名越は『世界に生きる日本の心』本文で言及していないが、掲載された写真には詩文の後に出典として舩坂弘著『血風ペリリュー島』と記され、当該詩文は米軍公刊戦史に記された詩文としか紹介されていない。
船坂弘『血風ペリリュー島』（1981年）で該当する部分は、サンケイ新聞記者の住田良能記者が1978年にサンケイ新聞の茨城県版で企画連載した「ペリリュー島78」を収録した部分に記載されている。
「血風ペリリュー島」における住田良能記者の記事では出典は明記されていないが、それとほぼ同じ文章が、舩坂弘が監修し自身が経営する出版社から出した「栄光の軍旗あゝ我が水戸の二聯隊」（1972年大盛堂書店）に存在する。

#### シャーロッド記者の目撃証言・著作
米軍公刊戦史にこのようなペリリューの日本兵を讃える詩文の記述は見当たらないが、元となったであろう文献が存在する。ペリリュー島の戦いが始まる一ヶ月前に、アメリカの従軍記者として有名なロバート・シャーロッドがサイパンの戦いをレポートした「THE NATURE OF THE ENEMY」（週刊誌タイム1944年8月7日号）で、追い詰められた3人の在留邦人女性が入水自殺する前に悠然と長い黒髪を櫛ですいていた情景を目撃した海兵隊員の証言を聞き、古代ギリシアのテルモピレーの戦いを想起したとする記事を書いている。
この「THE NATURE OF THE ENEMY」におけるサイパン島日本人民間人の壮絶な最後の様子は、交戦相手国のメディアであるにもかかわらず逆利用され戦意高揚のため日本の新聞各紙（朝日、毎日、読売報知）において引用されたが、朝日新聞1944年8月19日のストックホルム渡辺特派員の記事ではギリシアの故事に疎い日本の読者のために以下のように説明されている。
サイパンの戦いで自殺直前に髪を櫛けずる日本人女性達の情景を見たとする海兵隊員の証言からシャーロッドが想起したテルモピレーの同じような事例とは、ヘロドトス「歴史」において描写されているペルシャ軍の斥候がスパルタ軍の陣地を偵察した際、スパルタ兵達が頭髪に櫛を当てていた情景である。
またシャーロッドは1945年に自身が従軍した戦闘のレポート「On to Westward: The WAR IN THE CENTRAL PACIFIC」を出版。この本のサイパン部分が中野五郎訳で1951年日本でも出版された。タイムに掲載された部分は以下のように記されている

#### 「太平洋の防波堤」
シャーロッド「On to Westward」は主にサイパンと硫黄島の戦いを扱っているが、ペリリューの戦いに言及した以下のような記述が存在する。
シャーロッドの著作に記されているペリリュー日本守備隊の兵士達が死ぬ前に書き残した「We will build a barrier across the Pacific with our bodies」の原文（日本文）は不明だが、サイパンの戦いで歩兵第136連隊長として指揮を取った小川雪松大佐が1944年5月9日に日本を出発する出陣式の挨拶で似たような言葉「身をもって太平洋の防波堤たらん」を訓示している。また同じくサイパンで自決したサイパン防衛の最高指揮官である中部太平洋方面艦隊司令長官南雲忠一中将も7月3日玉砕直前最後の訓示で「太平洋の防波堤となりてサイパン島に骨を埋めんとす」と述べている。
この「太平洋の防波堤」という言い方は1944年2月マリアナ・パラオ方面の防衛を管轄する第31軍司令官に親補された小畑英良中将がサイパン赴任前に昭和天皇に謁見した時に誓った言葉「われ身をもって太平洋の防波堤となり、陛下と国民の期待に答えんことを期す」に由来する。小畑はサイパン赴任後の1944年5月28日〜30日にはペリリューの守備部隊を視察、6月のサイパン戦時はグアム島から指揮を取り8月のグアムの戦いで玉砕戦死しているがそのとき自身も8月10日に「己れ身を以て、太平洋の防波堤たらん」との決別の電報を打っている。

なお名越は、前掲書においてペリリューの戦いを記述する前に、ミャンマー・中国大陸や太平洋の島々の玉砕戦に比肩するものとして古代ギリシア時代のテルモピュライの戦いを例示している。

#### 詩
このテルモピュライの戦いを題材にシモニデスにより有名な詩が賦され、現地に石碑も建てられている。多くの欧米の文人が独自に翻訳行っている。
Battle of Thermopylae　英語版に掲載されている英語圏文人の訳詩では、strangerがほとんどでTouristsは皆無である。

## ペリリューの戦いを扱った作品

### 書籍
和書
- 防衛庁防衛研修所戦史室 編『中部太平洋陸軍作戦(1)マリアナ玉砕まで』朝雲新聞社〈戦史叢書6〉、1967年。
- 防衛庁防衛研修所戦史室 編『中部太平洋陸軍作戦(2)ペリリュー・アンガウル・硫黄島』朝雲新聞社〈戦史叢書13〉、1968年。
- 児島襄、『天皇の島』、講談社、1967年、角川文庫。小説
- 児島襄『指揮官』文藝春秋、1974年12月。ISBN 978-4167141011。
  - 『児島襄戦史著作集 vol.7』にも収録、文藝春秋、ISBN 4-16-509470-6
- 新井恵美子『パラオの恋―芸者久松の玉砕』ブレーン、2013年。ISBN 978-4864270823。
- 小田実、『玉砕』、新潮社、1998年。小説。ドナルド・キーンにより英訳された。
  - 共著、『玉砕／GYOKUSAI』（岩波書店、2006年）にも収録、ISBN 4-00-022549-9
- 舩坂弘、『ペリリュー島玉砕戦』、光人社、2000年、ISBN 4-7698-2288-X
- 星亮一、『アンガウル、ペリリュー戦記 玉砕を生きのびて』、河出書房新社、2008年、ISBN 4-309-01869-6
- 秦郁彦『昭和史の秘話を追う』PHP研究所、2012年。ISBN 978-4569803081。
- 平塚柾緒、『証言記録「生還」―玉砕の島ペリリュー戦記』、学研、2010年、ISBN 978-4-05-404672-6
- ジェームズ・H・ハラス著、猿渡青児・訳、『ペリリュー島戦記―珊瑚礁の小島で海兵隊員が見た真実の恐怖』、光人社NF文庫、2010年、ISBN 978-4-7698-2638-5
- ユージン・スレッジ著、伊藤真/曽田和子・訳 『ペリリュー・沖縄戦記』、講談社学術文庫、2008年、ISBN 978-4-06-159885-0
  - テレビドラマザ・パシフィックの原作の1つ。ドラマ構成で3話で構成され重要なシーンで語られている。
- 岡村青『サクラ サクラ サクラ 玉砕ペリリュー島 生還兵が伝える日本兵の渾身の戦い』光人社〈光人社NF文庫〉、2018年。ISBN 978-4-7698-3071-9。
- 久山忍、『戦いいまだ終わらず』、産経新聞出版、2009年、ISBN 978-4-8191-1084-6
- 西部邁、「「戦争の思い出」が道義の在り処を指し示す」、『実存と保守　危機が炙り出す「人と世」の真実』、角川春樹事務所、2013年4月、116-130頁、ISBN 978-4-7584-1216-2 西部がペリリューの戦いについて論じている。
- 西部邁、「ペリリュウで聞いた警蹕（けいひつ）」、『生と死、その非凡なる平凡』、新潮社、2015年、106-110頁、ISBN 978-4-10-367506-8
- 西部邁、「アジアは大火事で燃えている」と思いつつ、かの「インパール」に足を踏み入れ、ペリリュウと硫黄島にも足を運んで、戦争における「必然としての無謀」の凄さに感じ入る」、『ファシスタたらんとした者』、中央公論新社、2017年、188-194頁、ISBN 978-4-12-004986-6
- 柚木裕子、『サクラ・サクラ』、「10分間ミステリー」に収録、宝島社文庫、2012年、ISBN 978-4-7966-8712-6 「さくら さくら」を歌える老人が中川大佐との思い出を日本人観光客に語る。
- 武田一義・平塚柾緒（太平洋戦争研究会）、『ペリリュー 楽園のゲルニカ』、白泉社、 - 日本軍兵卒の視点からペリリューの『徹底持久』戦を描いたコミック。
- 早坂隆、『ペリリュー玉砕』、文春新書、2019年、ISBN 978-4-16-661222-2
- 白井明雄『日本陸軍「戦訓」の研究-大東亜戦争期「戦訓報」の分析』芙蓉書房出版、2003年。ISBN 978-4829503270。

洋書
- Walling, Michael G. (2017). Bloodstained Sands: U.S. Amphibious Operations in World War II. Osprey Pub Co. ISBN 978-1472814395
- Bright, Richard (2007). Pain and Purpose In the Pacific: True Reports of War. Trafford on Demand Pub. ISBN 978-1425125448
- Simonsen, Robert A. (2009). Marines Dodging Death: Sixty-two Accounts of Close Calls in World War II, Korea, Vietnam, Lebanon, Iraq, and Afghanistan. McFarland Publishing. ISBN 978-0786438211

### 雑誌記事
- 西部邁「流言流行への一撃【76】　ペリリュウの英霊に参拝す　番外編」『VERDAD』2005年11月号。
- 西部邁「平成哲学指南　=番外編=ペリリュウの英霊に忘恩を謝して」『時局』2005年12月号。

### テレビ

#### ドキュメンタリー
- NHKスペシャル「ペリリュー島　終わりなき持久戦　〜茨城県・水戸歩兵第2連隊〜」（NHK総合、2008年5月26日）
- NHKスペシャル「狂気の戦場　ペリリュー〜“忘れられた島”の記録〜」（NHK総合、2014年8月13日）

#### ドラマ
- 『ザ・パシフィック』 - アメリカの戦争史テレビドラマ。ガダルカナル、ペリリュー、沖縄と転戦したアメリカ海兵隊員を描く。
- 『命ある限り戦え、そして生き抜くんだ』（フジテレビ、2014年8月15日）

#### トーク番組
- 『西部邁ゼミナール』（TOKYO MX）

| タイトル                                                             | ゲスト             | 放送日         |
| -------------------------------------------------------------------- | ------------------ | -------------- |
| 忘れるな、あの「大いなる戦い」を【1】 ペリリューの戦い               | 滑川裕二、木村三浩 | 2012年12月8日  |
| 忘れるな、あの「大いなる戦い」を【2】 国のために命を賭けて戦った英霊 | 滑川裕二、木村三浩 | 2012年12月15日 |

### ゲーム
- コール オブ デューティ ワールド・アット・ウォー

### 漫画
- ペリリュー 楽園のゲルニカ（武田一義）